# Geschiedenis van Georgië

Het huidige wapen van Georgië werd aangenomen op 1 oktober 2004. Het is gebaseerd op het middeleeuwse wapen van de Bagrationi

De vlag van Georgië met het Sint-Joriskruis, eveneens sinds 1 oktober 2004

De geschiedenis van Georgië gaat terug tot het paleolithicum. Sinds die tijd is het gebied constant door mensen bewoond geweest. In haar geschiedenis is Georgië staatkundig gezien maar zelden één geheel geweest. Vaak werd het geheel of gedeeltelijk door omringende grootmachten beheerst.
In de oudheid lagen in het binnenlandse gebied van het huidige Georgië de koninkrijken Colchis en Iberië, die beide in de 4e eeuw overgingen op het christendom. Daarmee waren de Georgiërs bij alle verdeeldheid voortaan niet alleen verbonden door hun Zuid-Kaukasische taal, maar ook door hun eigen Georgisch-orthodoxe godsdienst. Zowel taal als godsdienst hebben zich steeds kunnen handhaven.
Alleen in de 11e en 12e eeuw, de Georgische gouden eeuw, was het land zelf een regionale mogendheid. Dit Georgische koninkrijk was omstreeks het jaar 1000 ontstaan, nadat verschillende vorstendommen zich hadden weten los te maken van Byzantijnen, Perzen en Arabieren. De Georgiërs werden sindsdien geregeerd door de Bagrationi-dynastie en dat bleef zo toen Georgië in de 15e eeuw uiteenviel en de speelbal werd van Aziatische steppevolken, Perzen en Turken. In de 18e eeuw zagen deze Bagrationi, die heersten over de afzonderlijke koninkrijken Imeretië, Kartlië en Kachetië, zich gedwongen tot de bescherming van het opkomende Rusland. Gedurende ruim een eeuw hoorde Georgië bij het Russische tsarenrijk en vervolgens, na een kortstondige onafhankelijkheid, tot de Sovjet-Unie. Daaruit wist het land zich in 1991 los te maken. Sindsdien heeft Georgië wederom te maken gehad met interne verdeeldheid, ditmaal langs etnische scheidslijnen, en tracht het zijn onafhankelijkheid van het machtige Rusland te bewaren.

## Prehistorie
Het gebied ten zuidwesten van de Grote Kaukasus dat thans bekendstaat als Georgië, is al vele duizenden jaren bewoond. Het laat-paleolithicum, ruim 50.000 jaar geleden, wordt gezien als het begin van onafgebroken menselijke bewoning in dit gebied. Veel ouder nog zijn de bij Dmanisi gevonden schedels van de Dmanisi-mensen, die aantonen dat in het Vroeg-paleolithicum hier zo'n 1,75 miljoen jaar geleden al mensachtigen woonden. Deze Dmanisi-mensen gelden als vroege Homo erectus.
Van nederzettingen is sinds het 5e millennium v.Chr. sprake. Langs de Koera zijn hiervan op verschillende plaatsen sporen gevonden. In de kopertijd (4e en 3e millennium v.Chr.) was het onderdeel van de Koera-Araxescultuur of Vroeg-Transkaukasische cultuur. Omstreeks 2300 v.Chr. onderhielden de dragers van deze cultuur banden met Mesopotamië. In het 2e millennium werd deze in het oosten opgevolgd door de Trialeticultuur, die rond 1500 v.Chr. zijn hoogtepunt bereikte. In de kuststreek was tussen 1800 en 700 v.Chr. de Colchiscultuur te vinden.

## Georgië in de oudheid

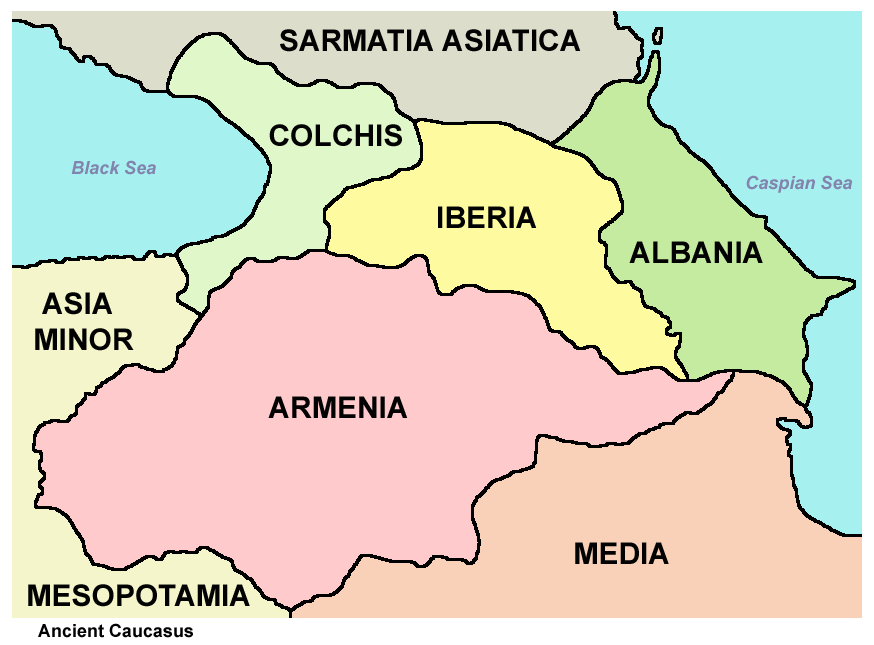

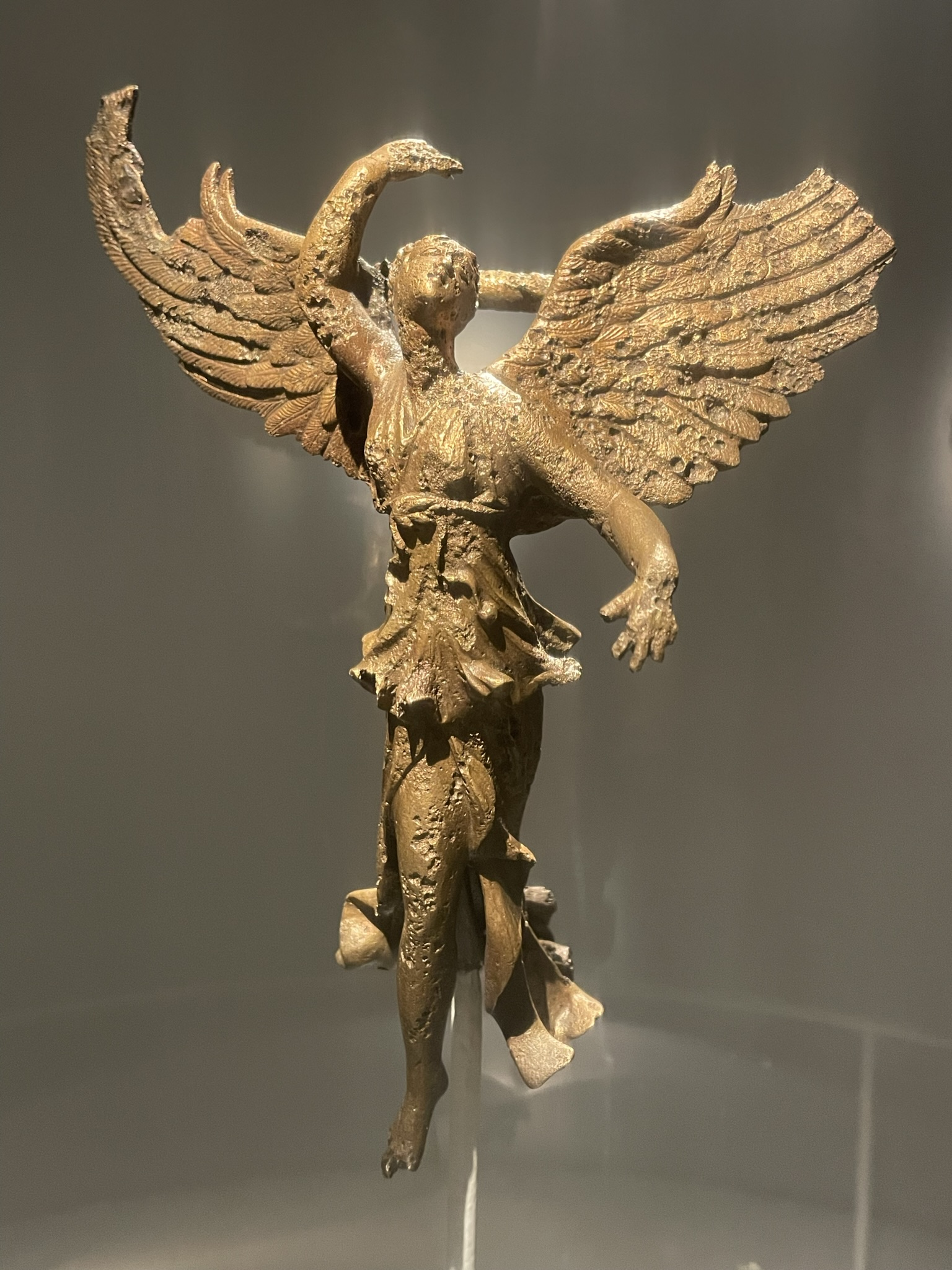
Uit Colchis afkomstig beeldje van de Griekse godin Nike

De westelijke kuststreek van Georgië met het stroomgebied van de Rioni stond in de oudheid bekend als Colchis (in de Georgische traditie: Egrisi) en het oostelijke binnenland in het stroomgebied van de Koera als Iberië (Georgisch: Kartli). Van deze beide gebieden heeft Colchis de oudste traditie. Hier waren al in de 9e eeuw v.Chr. sprekers van Kartvelische of Zuid-Kaukasische talen te vinden, de taalgroep waar het Georgisch toe behoort. Mogelijk waren zij eerder ook de dragers geweest van het oudere rijk Diauehi, dat tussen de 12e eeuw v.Chr. en de 8e eeuw v.Chr. in Noordoost-Anatolië had bestaan.
Colchis werd omstreeks 720 v.Chr. verwoest door nomadische Cimmeriërs en Scythen en kwam later in bezit van de Perzische Achaemeniden. Aan de kust stichtten Grieken uit Milete belangrijke handelsposten: Dioscurias (nu Soechoemi) en Phasis (nu Poti; deze plaats is de naamgever van de phasianus colchicus ofwel de fazant). Colchis gold als een rijk gebied: het was in de Griekse mythologie het land van Medea, waar het gulden vlies werd bewaard.
Iberië ontstond omstreeks 300 v.Chr., nadat zich in de 6e en 5e eeuw v.Chr. Kartvelische stammen in dit gebied hadden gevestigd. Het had als hoofdstad Mtscheta. De eerste koning van dit rijk, Parnavaz I, slaagde erin ook het grootste deel van Colchis te beheersen. Over Parnavaz is weinig met zekerheid bekend, ook niet wanneer hij precies regeerde. De middeleeuwse Georgische traditie schreef aan hem het begin van de Georgisch militair-bestuurlijke structuur en ook het Georgische alfabet toe (hoewel de oudste overgeleverde teksten in dit alfabet uit de 5e eeuw na Christus dateren). De opvolgers van Parnavaz betaalden tribuut aan het Seleucidische Rijk en verloren hun greep op Colchis.
Aan het einde van de 2e eeuw v.Chr. verzwakten de Seleuciden, die door de opkomende Romeinen bestreden werden, waardoor het koninkrijk Armenië kon opkomen. Dit rijk controleerde onder Tigranes de Grote Iberië, terwijl Colchis omstreeks 100 v.Chr. door Tigranes' schoonvader, Mithridates VI van Pontus, was veroverd. Nadat de Romeinen onder Pompeius in 66 v.Chr. Mithridates hadden verslagen, kregen zij de controle over zowel Colchis als Iberië. Colchis kwam direct onder het Romeinse Rijk te vallen en Iberië werd een vazalkoninkrijk. In Oost-Georgië was de Romeinse invloed dan ook kleiner dan in het westen. Het gebied was in de eerste eeuwen van de jaartelling een voortdurend strijdtoneel tussen Romeinen, Armeniërs en Parthen, waarbij Iberië meestal aan de kant van Rome stond. De sociale structuur en de bestuurlijke organisatie van Oost-Georgië bleven daarbij sterk Perzisch gekleurd. In de 3e eeuw moesten de Iberische koningen de suprematie van de Perzische Sassaniden erkennen.
Het westelijke Colchis bleef intussen Romeins en later Byzantijns, tot het in de 5e eeuw werd veroverd door de Lazen, die er hun koninkrijk stichtten dat de Byzantijnen Lazica noemden.

## Tussen Byzantium en de Sassaniden, 3e eeuw – 7e eeuw

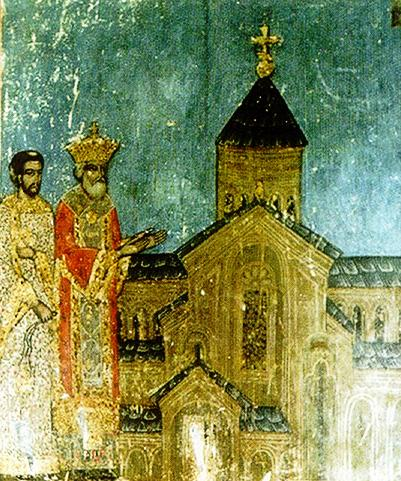
Koning Mirian III, afgebeeld op een fresco in de kathedraal van Mtscheta

De Sassaniden waren degenen die in 284 Mirian III (Meribanes) op de Iberische troon plaatsten, die met zijn getrouwen omstreeks 337 overging op het christendom, na te zijn bekeerd door de later heilig verklaarde Nino. Deze bekering was ook een poging om toenadering tot Rome te zoeken. De christelijke religie kreeg onder de edelen voet aan de grond, maar onder het volk waren er in de daaropvolgende eeuwen veel aanhangers van het zoroastrisme, de godsdienst van de dominante Perzen. In dezelfde periode verspreidde het christendom zich onder invloed van het Byzantijnse Rijk ook in Egrisi. De Georgisch-orthodoxe kerk viel aanvankelijk onder de patriarch van Antiochië. In Iberië ontstond een bloeiend kloosterleven.
De voornaamste vorst uit deze nieuwe Perzische periode in de Georgische geschiedenis was Vachtang I Gorgasali. Tijdens zijn regeerperiode, die van 452 tot 502 duurde, werd de Georgisch-orthodoxe Kerk autocefaal: de bisschop van Mtscheta kreeg in 466 de rang van Katholikos. Vachtang IV stichtte ook de stad Tbilisi en leidde een opstand tegen de Perzen. Hij heeft nog steeds de status van nationale held en is de naamgever van de voornaamste ridderorde van Georgië. Ook hij werd gecanoniseerd als heilige.
Byzantium en de Sassaniden bestreden elkaar in de 6e eeuw in een reeks Romeins-Perzische oorlogen die er na een vredesverdrag van 561 toe leidden dat Goearam I, een gunsteling van de Byzantijnen, de Iberische troon kon bestijgen. Hij verplaatste zijn residentie van Mtscheta naar Tbilisi. Aan de Perzische invloed kwam een einde nadat de Byzantijnse keizer Herakleios de Sassaniden tussen 623 en 625 vanuit Lazica uit de Georgische gebieden had verdreven. Lazica, dat gedurende een eeuw eveneens een Byzantijns-Perzische twistappel was geweest, werd na 561 definitief een onderdeel van het Byzantijnse Rijk.

## Tussen Arabieren en Byzantium, 645-1008

De Georgische vorstendommen en hun buren omstreeks het jaar 1000

Kaukasisch Iberië werd in 642 voor het eerst door plunderende Arabieren bezocht. Het islamitische Arabische Rijk kreeg na de inlijving van Armenië spoedig ook Iberië in zijn greep. In 645 werd Tbilisi ingenomen. De Arabische kaliefen legden Iberië een forse djizja op: een belasting voor niet-moslims. Iberië vormde een grensgebied voor de Arabieren. Het gebied had in de 8e eeuw dan ook regelmatig te maken met invallen uit het Rijk der Chazaren. De Georgiërs, en ook de Armeniërs, kwamen verschillende keren in opstand. Uit de plaatselijke adel, die balanceerde tussen Byzantium en het kalifaat, kwamen de Bagrationi voort (in Georgië: Bagrationi, in Armenië: Bagratuni), die aan de basis stonden van een rijk vertakte dynastie. Na 772, toen de Arabieren een slachting hadden aangericht onder opstandige edellieden, was het pad voor de Bagrationi geëffend. De macht van de Arabieren was toen inmiddels tanende. De emirs van Tbilisi hadden eigen ambities en kwamen eveneens in opstand, wat in 853 onder kalief Al-Moetawakkil leidde tot een strafexpeditie in de vorm van de verwoesting van Tbilisi. Maar in de 9e eeuw ontstonden er uiteindelijk nieuwe rijkjes: koninkrijk Kartlië, Tao (ook: Tao-Klardzjeti), Kachetië en Hereti. Tbilisi handhaafde zich vooralsnog als islamitisch emiraat en zou dat tot 1122 blijven.
West-Georgië stond intussen onder Byzantijnse invloed, maar ook deze was in de 9e eeuw tanende: het iconoclasme verdeelde het rijk ernstig. Zo kon Abchazië zich gaandeweg uit de Byzantijnse invloedssfeer losmaken. Langzamerhand namen de Bagrationi het heft in handen. Aanvankelijk gebeurde dat in Armenië, dat onder Ashot I Bagratuni tussen 862 en 890 een bloeiperiode doormaakte waarbij het grote delen van Georgië onder controle had en van tijd tot tijd Kachetië en Abchazië tot zijn vazallen mocht rekenen. Aan het begin van de 10e eeuw waren Tao en Abchazië de voornaamste machtsfactoren in de regio. Tao werd geregeerd door Bagrationi, Abchazië tot 989 door het geslacht Antsjabadze (ook: Atsjba).

## Ontstaan en bloeitijd van het koninkrijk Georgië, 1008-1243

### Vereniging onder de Bagrationi

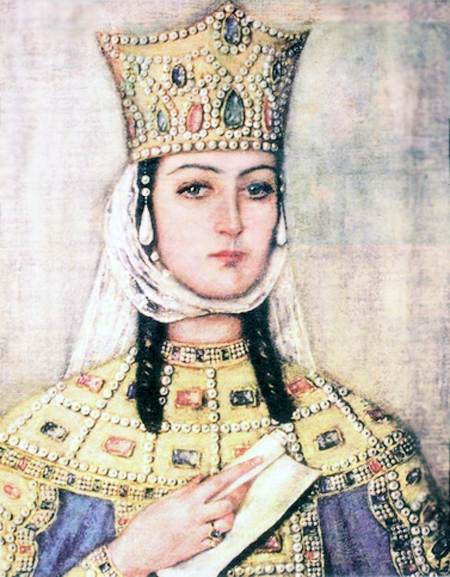
Koningin Tamar. Mihály Zichy, 1888

Bagrat III bracht in 1008 de vereniging van de Georgische rijkjes tot stand. Daarbij noemde hij zich voortaan Koning der Koningen, een titel naar Perzisch model die de Georgische koningen voortaan zouden blijven dragen. Met de vereniging stelde hij ook de positie van de Bagrationi veilig. Bagrat had langs moederszijde in 989 de Abchazische troon geërfd en kreeg in 1008 ook die van Kartlië, het land waarover zijn vader had geregeerd. Daaraan lag een plan ten grondslag van Bagrats adoptiefvader, David Kouropalates, die regeerde over Tao. Tao zelf kon Bagrat niet verwerven, doordat ook Byzantium aanspraak maakte op dit gebied en het veroverde nog voordat Bagrat de troon van Kartlië besteeg. Wel wist Bagrat Georgië (Sakartvelo) met Kachetië uit te breiden. Hij vestigde zich in Koetaisi, waar hij ook de Bagratikathedraal liet bouwen.

### David de Bouwer
In de eerste helft van de 11e eeuw leverden de Georgische koningen vooral strijd met Byzantium, later ook met de opkomende Seltsjoeken: Turkse nieuwkomers die onder Alp Arslan vanaf 1060 aanvallen op Georgië uitvoerden en hun hoge tribuutbetalingen oplegden. David IV de Bouwer (Davit Aghmasjenebeli), die tussen 1089 en 1125 regeerde, wist Georgië van de Seltsjoeken te verlossen, mede doordat ook de Eerste Kruistocht tegen hen was gericht, maar ook doordat David zijn leger reorganiseerde en met dat doel Kiptsjak-Turkse strijders zijn land binnenhaalde. Vervolgens slaagde David erin zijn land aanzienlijk uit te breiden. In 1121 behaalde hij bij Didgori een belangrijke zege op de veel talrijkere Seltsjoeken, die steun hadden ingeroepen van moslimstaten in de regio (deze Wonderbaarlijke Overwinning wordt nog steeds herdacht) en in 1122 nam hij Tbilisi in, dat hij tot zijn hoofdstad maakte. Beide gebeurtenissen worden als het begin van de Georgische gouden eeuw beschouwd. David de Bouwer verwierf ook gebieden in het huidige Armenië en Azerbeidzjan en ten noorden van de Kaukasus. De koning, die een geletterd man was, liet in Koetaisi het Gelatiklooster bouwen en zou door de Georgisch-orthodoxe Kerk heilig worden verklaard.

### Koningin Tamar
De andere grote figuur uit de Georgische gouden eeuw was de achterkleindochter van David, koningin Tamar (1184-1213), die eveneens heilig is verklaard. Zij had aanvankelijk met interne tegenstand te maken en moest aanvaarden dat de katholikos de invloedrijke positie van kanselier (mtsignobartoechoetsesi) verwierf, waarmee deze ook wereldlijke macht verkreeg. Toen Tamar na diens dood haar machtsbasis eenmaal had gevestigd, breidde zij Georgië vooral met moslimgebieden verder uit en zette zij na de Val van Constantinopel het keizerrijk Trebizonde op als vazalstaat. Ook Tamar heeft een cruciale rol gespeeld voor de Georgische cultuur. In haar opdracht schreef Sjota Roestaveli zijn beroemde epos De ridder in het pantervel (Vepchistkaosani): het nationale epos van de Georgiërs.

## Het verval van het koninkrijk Georgië, 1243-1493

### Mongools intermezzo

Timoer verordonneert een campagne tegen Georgië

Tamars zoon Giorgi IV de Luisterrijke (Lasja) regeerde over een omvangrijk en sterk koninkrijk dat ook een aantal moslimgebieden tot vazal had gemaakt, maar dat in 1221 te maken kreeg met een plotselinge inval van de Mongolen. In 1243 moest koningin Roesoedan, Giorgi's zuster, de opperheerschappij van de Grote Kan erkennen. Enkele jaren eerder al had ze Oost-Georgië moeten verlaten. Georgië bleef nog decennialang de speelbal van de Mongoolse kans, vanaf 1256 binnen het Il-kanaat, die het tribuut oplegden en door hun vertrouwelingen lieten besturen. Daarbij maakten westelijke gebieden zich van Georgië los: in 1259 Imeretië, dat uit de greep van de Mongolen bleef, en in 1268 Samtsche, dat een afzonderlijke vazal was van de kans.
Koning Giorgi V de Illustere (Brtskinvale, ca 1286-1346), die nog door de kan als plaatselijk heerser was benoemd, slaagde erin Georgië los te maken van het Mongoolse Il-kanaat. Aanvankelijk onderhield hij goede betrekkingen met de kans. Met hun hulp wist hij zijn rivalen te onderwerpen en zowel Imereti (1330) als Samtsche (1334) te heroveren. Vervolgens maakte hij gebruik van de interne verdeeldheid in het kanaat en ontdeed hij Georgië van de Mongolen.

### Timoer Lenk
In 1366 werd Georgië verzwakt door een pestepidemie, waarna het land te maken kreeg met een nieuwe belager: de Centraal-Aziatische krijgsheer Timoer Lenk. De Timoeriden, die hun rijk hadden gevestigd op de restanten van het Il-kanaat, vielen Georgië eind 1386 voor het eerst binnen. Na een kort maar hevig beleg werd Tbilisi op 21 november ingenomen en werd koning Bagrat V gevangengenomen. Nadat de pragmatische koning zich tot de islam had bekeerd, werd hij als vazalkoning aangesteld. De relatie bleef echter moeilijk, aangezien Georgië meer dan eens in opstand zou komen tegen Timoer. In de tussentijd maakte Alexander I van Koninkrijk Imeretië gebruik van de onrust door de onafhankelijkheid van Imeretië uit te roepen en zichzelf in 1387 tot koning te laten kronen. Een nieuwe aanval van Timoer in de lente van 1387 werd succesvol afgeslagen nadat Timoer te maken gekregen had met opstanden in Perzië en een ophanden zijnde invasie van Tochtamysj van de Gouden Horde. In 1389 wist Bagrat Imeretië na de dood van Alexander weer onder zijn gezag te krijgen. Toen Bagrat in 1393 stierf, werd hij opgevolgd door zijn zoon Giorgi VII. Ook hij kreeg te maken met Timoer en zou zich uiteindelijk pas na de zesde en laatste invasie in 1403 ondergeschikt maken aan Timoer. Kartlië was inmiddels met de grond gelijkgemaakt, duizenden Georgiërs waren gevangengenomen en hele streken waren ontvolkt geraakt.

### Herstel en verdeeldheid
Na Timoers dood in 1405 viel zijn rijk, dat voornamelijk op zijn persoonlijke macht was gebouwd, onmiddellijk ten prooi aan verdeeldheid. Georgië was weer vrij, maar het herstel van de verwoestingen verliep langzaam. Dit herstel viel in de regeerperiode van Alexander I de Grote (1413-1443), die zijn macht naar West-Georgië wist uit te breiden. Zijn voornaamste belagers van buitenaf waren de Kara Koyunlu (Zwarte Schapen), een federatie van Turkmeense stammen, die Samtsche geregeld binnenviel. Alexanders voornaamste zorg was het herstel van het religieuze erfgoed, waarvoor hij de verarmde boeren zelfs een speciale belasting oplegde. Het bevolkingstekort werd opgelost door Armenen naar Georgië te halen met speciale handelsprivileges.
Inmiddels had Alexander zijn drie zonen elk in een ander deel van Georgië als onderkoning benoemd. Ieder van hen verzamelde daar edelen om zich heen, die na Alexanders aftreden in 1443 en de dood van diens zoon en opvolger Vachtang IV in 1446 de centrale macht zouden tarten. In 1446 besteeg Alexanders jongere zoon Giorgi VIII de troon. Deze werd uitgedaagd door de machtige atabeg van Samtsche en door eristavi (hertog) Bagrat, die evenals Giorgi VIII uit het Bagrationihuis stamde en de koning een nederlaag toebracht in de slag bij Tsjichori (1462). Bagrat liet zich vervolgens in Koetaisi kronen tot koning van Imeretië. In ruil voor hun steun bij Tsjichori kregen andere West-Georgische eristavi's eigen vorstendommen. Zo ontstonden, veelal opnieuw, de hertogdommen (saeristavo) Svaneti onder de Gelovani's, Abchazië (Abchazeti) onder de Sjarvasjidzes, Mingrelië (Samegrelo) onder de Dadiani's en Goeria onder de Goerieli's. Al deze hertogdommen werden Imeretische vazallen. Bagrat, nu Bagrat II van Imeretië, slaagde er niet in om zijn macht over Oost-Georgië uit te breiden. Hij riep zich weliswaar in Tbilisi uit tot koning, maar kreeg er te maken met plaatselijke weerstand waarbij ook de Turkmeense Ak Koyunlu (Witte Schapen) onder Uzun Hassan betrokken raakte. Met de Turkmeense steun wist Constantijn II, de neef van Giorgi VIII, zich vanaf 1478 als koning te handhaven. De edelen van Kachetië kozen een kleinzoon van Alexander als eigen tegenkoning. De verschillende partijen bestreden elkaar decennialang, terwijl ondertussen de Ottomanen hun macht uitbreidden. In 1453 was Constantinopel gevallen en in 1461 het keizerrijk Trebizonde, waardoor de onderling strijdende Georgiërs steeds verder van de rest van de christelijke wereld verwijderd raakten. Uiteindelijk erkende Constantijn III in 1493 de koningen van Imeretië en Kachetië, terwijl hij ook de aanspraken op Samtsche liet vallen. Zijn eigen deel van het rijk zou worden voortgezet als het koninkrijk Kartlië.

## Tussen Turken en Perzen, 1493-1801

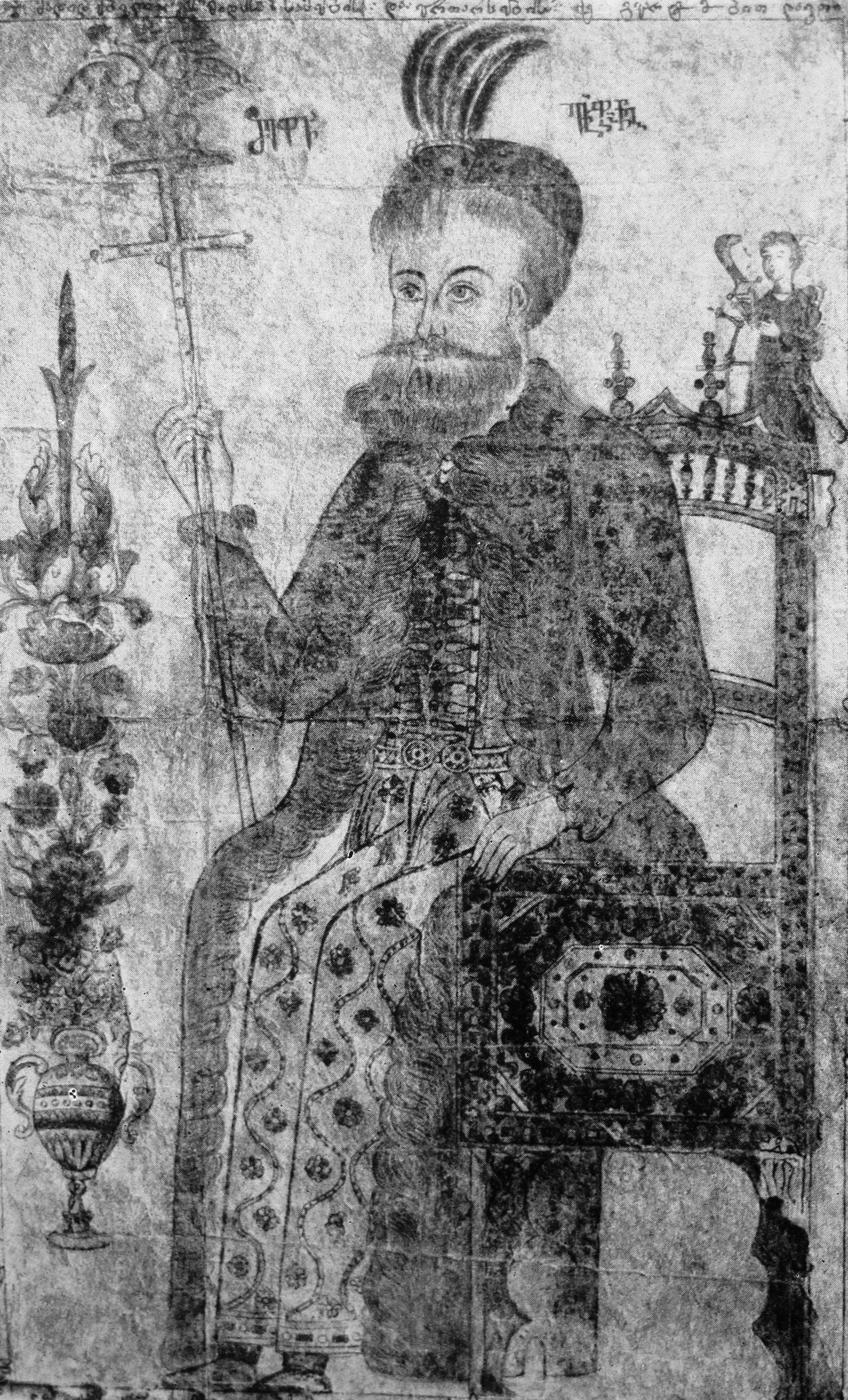
Koning Vachtang VI van Oost-Georgië, de meest belangrijke Georgische staatsman in het begin van de 18e eeuw.

Georgië was aldus uiteengevallen in de drie door Bagrationi geregeerde koninkrijken Kartlië, Kachetië en Imeretië, en in een reeks kleinere hertogdommen die steeds meer terrein wonnen ten koste van Imeretië. De Turkmeense Ak-Koyunlu en Kara-Koyunlu werden intussen als oostelijke belagers afgelost door het Turkmeens-Perzische Safawiedenrijk, dat met de Ottomaanse Turken om de hegemonie in de Kaukasus streed. Het overgrote deel van de Kaukasus kwam onder Perzische soevereiniteit van 1555 tot aan het begin van de 19e eeuw (hedendaags Oost-Georgië, Azerbeidzjan, Armenië en Dagestan) voor pakweg drie eeuwen, en de Ottomanen domineerden de Kaukasische Zwarte Zee kust (West-Georgië). De beide rijken sloten in 1555 het Vrede van Amasya, waarbij Kartlië, Kachetië en Oost-Samtsche aan Perzië toevielen en de overige Georgische gebieden aan de Ottomanen. De laatsten hadden West-Samtsche intussen veroverd op Imeretië (1545) en zouden het pas aan het eind van de 19e eeuw weer helemaal opgeven. Kachetië betaalde tribuut aan de Perzen, maar zocht ook toenadering tot Rusland. In Kartlië bood Simon I weerstand tegen de Ottomanen. Hij trachtte Imeretië te veroveren, maar werd uiteindelijk door de Turken gevangengenomen.
Tussen 1614 en 1617 voerden de Perzen plundertochten uit in Kachetië, waarbij tienduizenden Georgiërs naar Perzië werden gestuurd. In hun plaats vestigde sjah Abbas de Grote loyale Turkmenen. In 1625 vond er in Kartlië een opstand plaats onder Giorgi Saakadze, die de Perzen bij Martkopi een nederlaag toebracht, Tbilisi innam en de koning van Kachetië de kroon van Kartlië aanbood. Daarmee waren beide koninkrijken kortstondig verenigd. In hetzelfde jaar versloegen de Perzen Saakadze, die daarop een partizanenstrijd aanging. De Perzen kozen vervolgens voor een minder bloedige benadering: ze zaaiden verdeeldheid onder de Georgische adel en konden zich tot 1744 in Kartlië handhaven.
Het begin van de 18e eeuw was met name voor het aan Perzië gelieerde Kartlië een periode van economische voorspoed en herstel, vooral onder het bewind van Vachtang VI (1716-1724). In 1709 was in Tbilisi al de eerste drukpers van Transkaukasië verschenen. Soelchan-Saba Orbeliani maakte onder Vachtang het eerste Georgische woordenboek en redigeerde de eerste complete Georgische bijbel. Toen de Russische tsaar Peter de Grote aan zijn Perzische campagne begon, sloot Vachtang zich bij hem aan. Rusland verdreef in zijn eerste veldtocht in Transkaukasië weliswaar de Perzen, maar maakte het karwei niet af, waardoor het Ottomaanse Rijk in het gat kon springen. De Vrede van Constantinopel tussen Rusland en Turkije wees in 1724 vrijwel heel Transkaukasië inclusief de Georgische landen aan de Turken toe. De Georgiërs kregen te maken met de Osmaloba, de Ottomaanse tijd, waarin grote sommen geld aan de sultan moesten worden afgedragen en de welvaart verloren ging. De Ottomaanse tijd duurde echter maar kort: Nadir Sjah heroverde Oost-Georgië in een nieuwe Perzische-Turkse confrontatie. Tbilisi viel in 1735. Nadir dwong vooraanstaande Georgische edelen en zelfs koning Teimoeraz II van Kachetië aan zijn Indiase campagne deel te nemen, zodat er van hun kant geen gevaar zou dreigen aan de noordwestelijke grenzen van zijn rijk. De steun van de Georgiërs werd in diens nadagen steeds belangrijker voor de sjah. In juli 1744 werd Teimoeraz II tot koning van Kartlië gekroond en zijn zoon Erekle II kreeg dezelfde positie in Kachetië. Zij kregen beiden een nadrukkelijk christelijke kroningsplechtigheid.
Erekle slaagde erin invloed te verwerven in Perzië, dat na de dood van Nadir Sjah in 1747 intern verdeeld was geraakt. Na de dood van Teimoeraz II riep Erekle II zich in 1772 uit tot koning van Kartlië en Kachetië, waardoor de beide Oost-Georgische koninkrijken weer verenigd waren. Ondanks de economische en culturele voorspoed onder het bewind van Erekle bleef de Perzische dreiging bestaan.

## Georgië in tsaristisch Rusland, 1801-1917

### Van protectie naar inlijving

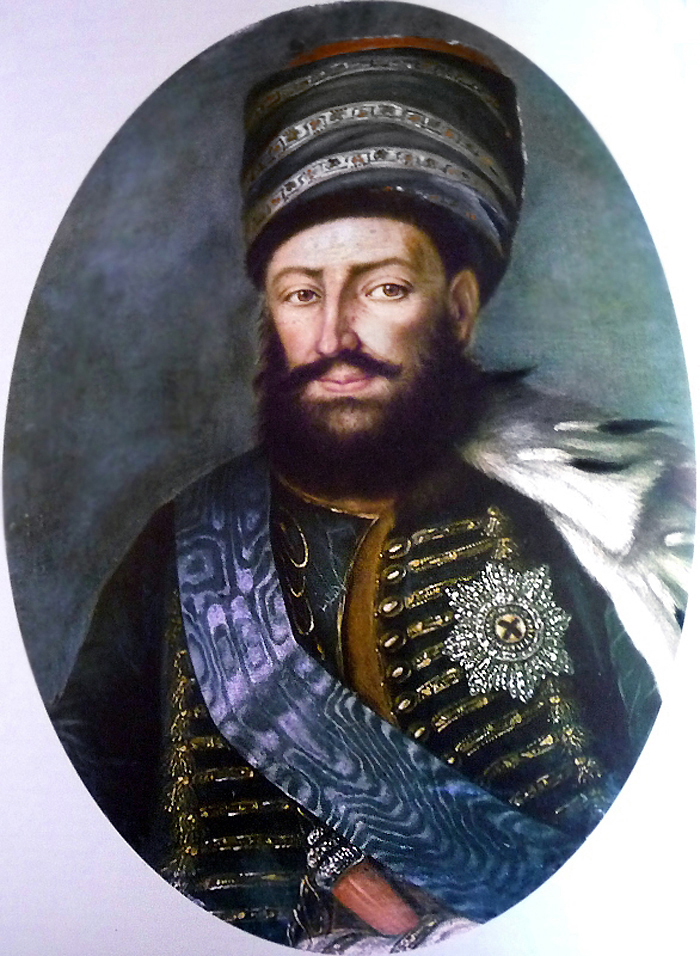
Erekle II van Kartli-Kachetië

In 1783 sloot het koninkrijk Kartli-Kachetië onder Erekle II, na zware verwoestingen door de Turken en de Perzen, het Verdrag van Georgiejevsk met het Russische Rijk van Catharina de Grote. Het koninkrijk plaatste zich onder bescherming van tsaristisch Rusland, dat in ruil de Bagrationi de troon garandeerde. Kartli-Kachetië was hiermee een Russisch protectoraat geworden, maar Rusland kon niet verhinderen dat de Perzen, die Georgië weer onder Perzische soevereiniteit wilden brengen, het koninkrijk in 1795 opnieuw binnenvielen en het in de slag bij Krtsanisi een zware nederlaag toebrachten en Tbilisi verwoestten. De wraakexpeditie van de Perzen dreef Kartli-Kachetië verder in de armen van Rusland. Op 18 januari 1801 annexeerde tsaar Paul I het koninkrijk geheel, nadat Erekles zoon Giorgi XII hem daartoe had verzocht, na eeuwenlange dominantie door de Perzen, en ook in mindere mate door de Ottomaanse Turken. Koning Giorgi leefde toen al niet meer. In maart 1801 was ook tsaar Paul I vermoord, waarna diens opvolger Alexander I weigerde een opvolger voor Giorgi te laten kronen. De Bagrationi gingen in ballingschap.
De volledige Russische annexatie van Kartli-Kachetië leidde in 1804 opnieuw tot een Perzische aanval, die de opmaat vormde voor een nieuwe Russisch-Perzische oorlog. Deze eindigde in een Russische triomf: het Verdrag van Gulistan leverde Rusland in 1813 verdere gebiedswinst in Transkaukasië en Noord Kaukasië op, terwijl Perzië de aanspraken op zowel West- als Oost-Georgië opgaf. De Perzische dreiging was hiermee voorbij, maar de Georgiërs moesten de prijs van russificatie betalen. Rusland had in deze periode dankzij een bondgenootschap met Frankrijk (sinds 1807) de handen vrij in Transkaukasië. Ook met het Ottomaanse Rijk kon daardoor afgerekend worden.
Rusland zou in de loop van de 19e eeuw stap voor stap ook de rest van het moderne Georgië annexeren. Ook in West-Georgië kozen de verschillende vorstendommen aanvankelijk voor de status van protectoraat. Achtereenvolgens werden Megrelië (1803), Imeretië (1804), Goeria en Abchazië (1833) en Svaneti (1833) Russische vazallen om in 1810 (Imeretië), 1828 (Goeria), 1857 (Megrelië), 1858 (Svaneti) en 1864 (Abchazië) geheel te worden ingelijfd. Tijdens een nieuwe Russisch-Turkse Oorlog veroverden de Russen bovendien het grotendeels door Armenen bevolkte Samtsche-Dzjavacheti, de streek rond Achaltsiche en Achalkalaki, op het Ottomaanse Rijk (Verdrag van Adrianopel (1829)). Voor de Abchazen betekende de inlijving, die samenviel met het sluitstuk van de Kaukasusoorlog, een massale deportatie naar het Ottomaanse Rijk. Dit trof vooral de moslims onder hen. In 1877 volgde een tweede deportatiegolf.

### Russificatie en verzet

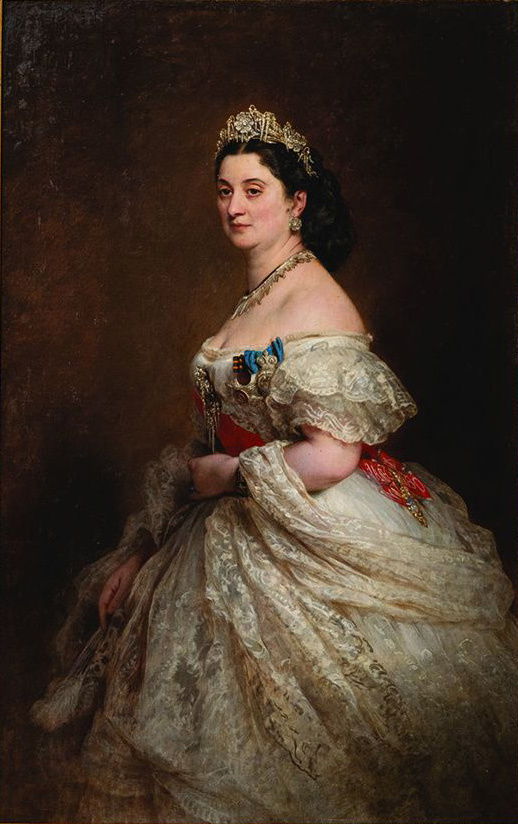
Catharina Dadiani, de laatste vorstin van Mingrelië (West-Georgië)

De Russische annexatie verliep nergens zonder slag of stoot. Zo moest in Imeretië eerst een opstand onder leiding van Salomo II worden neergeslagen, waarop deze eveneens in ballingschap ging. Eind 1812 leidde Alexander Batonisjvili, een zoon van Erekle II, een opstand in Kachetië waaronder in Manavi, maar ook deze werd neergeslagen evenals opstanden in Imeretië en Goeria (1819-1820). De laatste waren gericht tegen het ingrijpendste onderdeel van de russificatie: de gelijkschakeling van de Georgisch-orthodoxe Kerk, die in 1811 haar autocefalie verloor en een exarchaat van de Russisch-Orthodoxe Kerk werd. Het Kerkslavisch verving het Georgisch als de taal van de liturgie. In 1832 ondernamen Georgische edellieden, geïnspireerd door de Decembristenopstand en de Poolse Novemberopstand, een samenzwering, die echter voortijdig aan het licht kwam.
Georgië werd samen met de rest van de Kaukasus bestuurd door namestniks, onderkoningen, van wie veldmaarschalk Michail Vorontsov (1844-1854) de meest verlichte figuur was. Hij stimuleerde vanuit Tbilisi de economie en de cultuur van zijn gebied en wist de plaatselijke adel voor zich te winnen. Deze adel moest een veer laten, toen in 1865 (oosten) resp. 1871 (westen) de lijfeigenschap in Georgië werd afgeschaft en de boeren zich vrij mochten bewegen. In deze periode kwam ook de Georgische nationale beweging op, waarbinnen Ilia Tsjavtsjavadze de voornaamste figuur was.
In de Russisch-Turkse Oorlog van 1877-1878 werden de Zwarte Zeestad Batoemi met Adzjarië en ook de steden Artvin en Ardahan in het historische Tao op de Turken veroverd. Daarmee viel het huidige Georgië geheel binnen tsaristisch Rusland, en ook gebied dat thans Turks is maar een Georgische minderheid heeft. Zo'n 6000 moslims uit de veroverde gebieden weken uit naar het Ottomaanse Rijk.
De nationale aspiraties van de Georgiërs werden vanaf de jaren tachtig tegengewerkt, maar tegelijk onwillekeurig gestimuleerd, door de nationalistische wind die onder tsaar Alexander III vanuit Moskou waaide. Het Georgisch werd op scholen vervangen door het Russisch.

### Bestuur en bevolking
Ook binnen tsaristisch Rusland vormde Georgië niet één geheel: vanaf 1846 bestonden er een westelijk gouvernement Koetais (Koetaisi) en een oostelijk gouvernement Tiflis. Van deze gebieden zijn er uit het jaar 1897 bevolkingscijfers beschikbaar. De volkstelling, de eerste in Rusland, vroeg niet naar nationaliteit, maar naar de taal die men sprak. Koetais telde 1.058.241 inwoners, waarvan er 343.929 Georgisch, 270.513 "Imeretisch", 238.655 Mingreels, 59.469 Abchazisch, 46.665 Turks, 24.043 Armeens en 19.273 Russisch spraken. Tbilisi had 1.051.032 inwoners, waarvan er 465.537 Georgisch, 196.189 Armeens, 107.722 "Tataars", 79.082 Russisch, 67.268 Ossetisch en 34.130 een Avaars-Andische taal spraken. Het Imeretisch geldt thans algemeen als een Georgisch dialect en het Tataars van toen is het Azerbeidzjaans van nu. Vergelijkingen met de huidige situatie worden bemoeilijkt doordat recente cijfers ontbreken en er bovendien grenzen zijn gewijzigd.

## Kortstondige onafhankelijkheid, 1918-1921
Na de Februarirevolutie van 1917 werd de autocefaliteit van de Georgisch-orthodoxe Kerk hersteld. De Oktoberrevolutie later dat jaar leidde tot een verzwakking van de centrale macht vanuit Moskou. In januari 1918 werd de Universiteit van Tbilisi opgericht, een Georgischtalige instelling en de eerste universiteit in het Kaukasusgebied. Op 22 april 1918 werd de Transkaukasische Democratische Federatieve Republiek uitgeroepen, een staat die Tbilisi als hoofdstad had en die werd geleid door de mensjewiek Nikoloz Tsjcheidze. Deze federatie omvatte ook Armenië en Azerbeidzjan, maar kon slechts vijf weken standhouden. De interne verdeeldheid betrof vooral de positie ten opzichte van Turkije, waarmee Rusland in oorlog was. De Turken hadden claims op Georgisch gebied en bezetten het in 1878 door hen verloren Batoemi en andere delen, maar de Azerbeidzjanen in de federatie waren pro-Turks.
Op 26 mei 1918 riep de Nationale Raad (Georgisch: ეროვნული საბჭო, Erovnoeli sabtsjo) de onafhankelijkheid uit van de Democratische Republiek Georgië. Deze datum is thans de Georgische nationale feestdag. De jonge republiek kreeg een coalitieregering onder Noë Zjordania die door mensjewieken werd gedomineerd. Het land werd meteen erkend door Duitsland via het Verdrag van Poti. De Duitsers waren de voornaamste steunpilaar, die gedurende 1918 tot het einde van de Eerste Wereldoorlog belangrijke infrastructuur hielpen bewaken. Andere Europese landen aarzelden met de erkenning van het land. Met de Ottomanen werd het Verdrag van Batoemi gesloten dat de Turkse erkenning betekende. De Nationale Raad begon meteen met voorbereidingen voor democratische meerpartijenverkiezingen voor een volksvertegenwoordiging, de Grondwetgevende Vergadering. Deze verkiezingen werden in februari 1919 gehouden, kort na het begin van de Vredesconferentie van Parijs, en werden overtuigend gewonnen door de mensjewistische Sociaaldemocratische Partij van Georgië. 
De belangrijkste taak van de Grondwetgevende Vergadering was het samenstellen van een grondwet. De Britten hadden na het einde van de Eerste Wereldoorlog het mandaat over de provincie Batoemi en delen van Azerbeidjzan gekregen, met name om de strategische olieroute tussen Bakoe en Batoemi te beschermen. Het verzwakte bolsjewistisch Rusland erkende uiteindelijk op 7 mei 1920 de Georgische republiek met de ondertekening van het Verdrag van Moskou. Daarmee had de republiek veel meer bereikt dan de beide andere opvolgerstaten van de Transkaukasische Federatie. Door overtuigingskracht en het verdrag van Moskou werd de provincie Batoemi in 1920 door de Britten aan de Georgiërs overgedragen en sloegen de Georgiërs een Armeense aanval af. De Republiek Armenië maakte aanspraken op Lori en delen van Dzjavacheti en Bortsjalo. Daarnaast speelde er ook een conflict met Azerbeidzjan over Zakatala, een grensregio die Georgië later kwijt zou raken. De Witten probeerden in 1919 delen van Abchazië te veroveren tijdens het Sotsjiconflict.
De voornaamste bedreiging voor het land, dat vruchteloos ijverde voor toetreding tot de Volkenbond, bleef evenwel Rusland, dat in de loop van 1920 intern stabieler werd en zowel in Armenië als in Azerbeidzjan bolsjewistische regimes wist te vestigen. Het arrangeerde in februari 1921 een boerenopstand en enkele dagen later viel het Rode Leger het vrijwel geheel door bolsjewistisch gebied omsloten Georgië binnen. De architecten van de inval waren Jozef Stalin (Dzjoeghasjvili) en Grigori Ordzjonikidze, die beiden van Georgische afkomst waren. Op 25 februari viel Tbilisi en in de loop van maart de rest van Georgië. De regering hield nog even stand in Batoemi en ging vervolgens in ballingschap in Frankrijk. Vier dagen voor de val van Tbilisi had het parlement nog een grondwet aangenomen, die de Abchazen, de moslims rond Batoemi en Zakatala autonomie beloofde. De Osseten, die als steunpilaren van de bolsjewieken werden beschouwd, kregen die niet.

## De sovjettijd, 1921-1991

### Ontstaan van de Georgische Socialistische Sovjetrepubliek

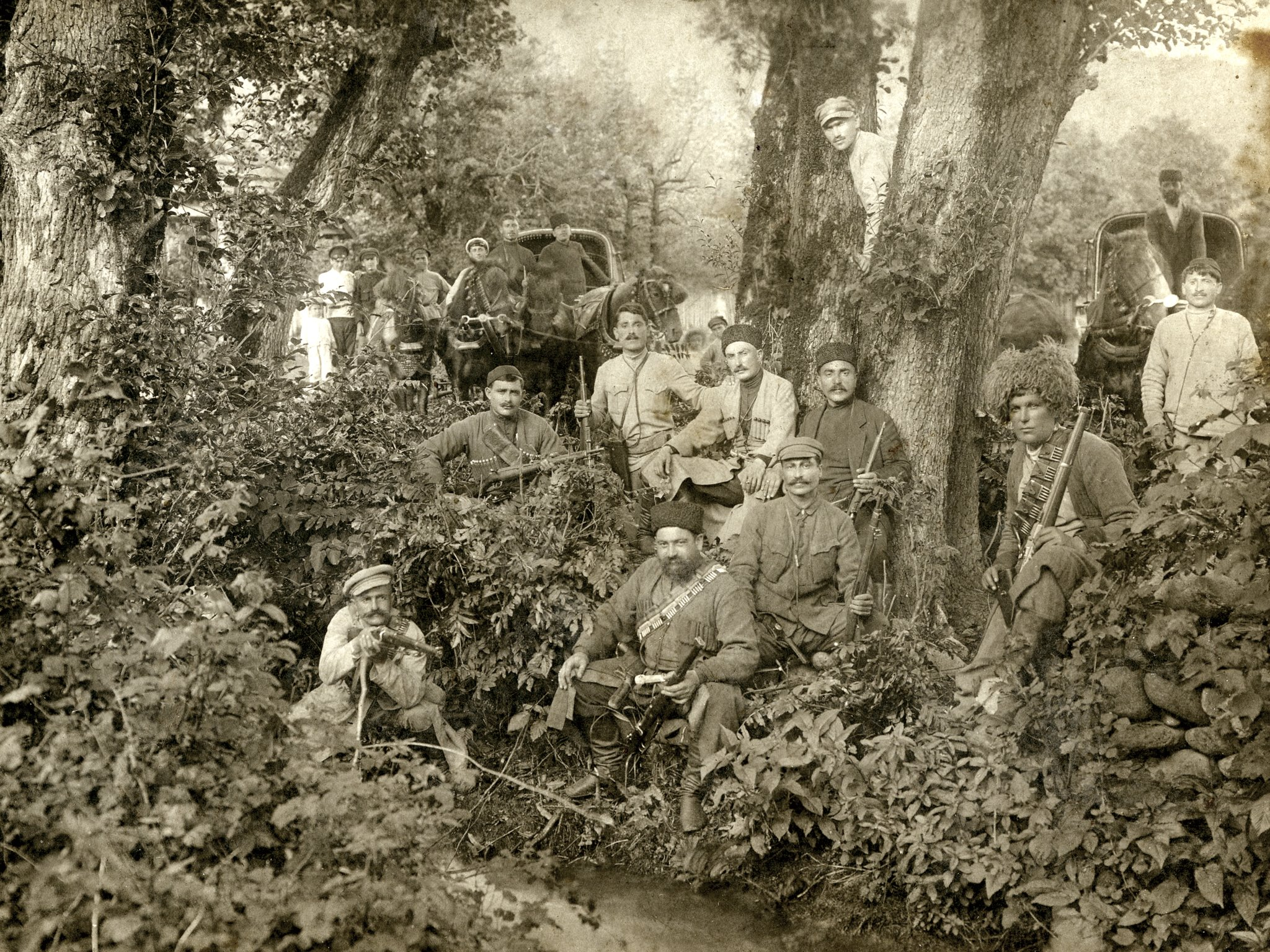
Georgische partizanen onder leiding van Kakoetsa Tsjolokasjvili

Op 25 februari 1921, de dag waarop Tbilisi viel, werd de Georgische Socialistische Sovjetrepubliek uitgeroepen. Kort daarna, op 6 april, werden zaken als grond, banken en industrie voor zover in particulier bezit onteigend en tot staatseigendom gemaakt.
Het grondgebied van de republiek werd in stukjes gebroken. Omstreden grensgebieden werden bij de buurrepublieken getrokken en op Georgisch grondgebied werden de Abchazische SSR (1921-1931, nadien de Abchazische ASSR), de Adzjarische ASSR en de Zuid-Ossetische Autonome Oblast gevormd. Dit waren administratieve eenheden binnen een Sovjetrepubliek – in dit geval de Georgische Sovjetrepubliek – die een zekere autonomie moesten waarborgen aan het volk waarvan de autonome oblast de naam droeg. In 1922 tekende de Georgische SSR het Verdrag van Kars met Turkije, waarbij opnieuw grondgebied werd verloren: Ardahan en Artvin werden weer Turks.
Tussen 1921 en 1924 werden meer dan 30.000 Georgiërs, voornamelijk grootgrondbezitters, officieren van het ontbonden leger, monarchisten en mensen van adellijke afkomst, geëxecuteerd of verbannen naar strafkampen. Omdat in de Sovjet-Unie het atheïsme werd ingevoerd werd ook de kerk onder druk gezet.
Op 28 augustus 1924, de Georgisch-orthodoxe “Moeder Gods Ontslapenis”, brak in Georgië de Augustusopstand tegen de sovjetbezetting uit. Deze opstand werd geleid vanuit Leuville-sur-Orge in Frankrijk, waar de voormalige mensjewistische regeringsleiders politiek asiel hadden gekregen. De bedoeling was dat op 29 augustus in heel Georgië een grote opstand zou plaatsvinden. Partizanen, die zich sinds 1921 in de bergen verscholen, zouden een sturende rol spelen. Door een misverstand brak de opstand in het stadje Tsjiatoera een dag te vroeg uit. De plannen mislukten daardoor. Hoewel de opstand zich inderdaad over heel Georgië uitspreidde, hadden de Sovjettroepen door de vervroegde uitbarsting in Tsjiatoera voldoende tijd om te reageren. De opstand werd neergeslagen, de leiders werden geëxecuteerd en burgers die tijdens de gevechten gevangen waren genomen werden verbannen naar Siberië. Er vielen vierduizend doden.
In maart 1922 werd Georgië onderdeel van de Transkaukasische Socialistische Federatieve Sovjetrepubliek (TSFSR), een federatieve Sovjetrepubliek tezamen met de Armeense- en Azerbeidzjaanse SSR. De Abchazische SSR was kort daarvoor onderdeel geworden van de Georgische SSR en werd daaraan ondergeschikt ook deel van de TSFSR. Op 30 december 1922 werd deze Transkaukasische SFSR opgenomen in de op die dag opgerichte Sovjet-Unie. De samenvoeging van de Transkaukasische republieken leidde vooral onder Georgische en Azerbeidzjaanse communisten tot onvrede. Onder het bewind van de Mingreelse Georgiër Lavrenti Beria, die van 1932 tot 1936 partijsecretaris was van de TSFSR, werd deze Sovjetrepubliek dan ook opgeheven. In 1936 werd de TSFSR ontbonden en werden de drie individuele SSR's losse unierepublieken binnen de Sovjet-Unie. De Abchazische SSR werd in 1931 formeel omgevormd tot een autonome sovjetrepubliek binnen de Georgische SSR, wat het in politiek-juridische zin al sinds de samenvoeging in 1922 was geworden. Beria trachtte Abchazië te "kartveliseren" door grote aantallen Mingreliërs en andere niet-Abchazen te dwingen zich in het gebied te vestigen. De Abchazische partijleider Nestor Lakoba werd in 1936 door Beria vergiftigd en was daarmee een van de vierduizend partijfunctionarissen die in Georgië het slachtoffer werden van de stalinistische zuiveringen. Tot 1953 was het Abchazisch uit het onderwijs verdwenen.
In de jaren tot aan de Tweede Wereldoorlog werd Georgië verder vormgegeven naar socialistisch model. In de landbouw werd monocultuur van met name thee en citrusvruchten ingevoerd. Vanuit Georgië moest de hele Sovjet-Unie van deze producten worden voorzien. Verder werden er in hoog tempo fabrieken, energiecentrales en mijnen gebouwd. Tijdens de Tweede Wereldoorlog draaide in Georgië de oorlogsindustrie op volle toeren.

### De Tweede Wereldoorlog
De olievelden van de Kaukasus waren een belangrijke reden die Hitler op 22 juni 1941 deed overgaan tot een aanval op de Sovjet-Unie. Het Duitse leger bereikte het Georgische grondgebied echter nauwelijks. Het Rijksministerie van de Bezette Gebieden in het Oosten (een ministerie dat in juli 1941 was ingesteld om de bezette gebieden in Oost-Europa en de Sovjet-Unie te controleren) had voor Georgië wel plannen gemaakt. Net als bijvoorbeeld Estland, Letland en Litouwen moest het een Generalbezirk worden en de Organisation Todt zou een Autobahn bouwen langs de Abchazische Zwarte Zeekust die uiteindelijk moest eindigen in Bakoe. De plannen bleven liggen in de ijskast, daar de Duitse Wehrmacht in 1942 weliswaar kortstondig de Georgische grens overschreed en in Abchazië het dorp Pschoe bezette, maar zich vervolgens weer moest terugtrekken.
Aan beide zijden van het front waren Georgiërs te vinden. Het Georgisch Legioen was een van de Ostlegionen van het Duitse leger en bestond hoofdzakelijk uit Georgiërs. Daar en ook in andere onderdelen streden minstens 30.000 Georgiërs aan Duitse zijde. Zij werden niet in het oostfront, maar elders ingezet. In april 1945 kwam een Georgisch bataljon op Texel in opstand tegen zijn Duitse bevelhebbers. Op Texel stonden deze Georgiërs bekend als “de Russen”. Meer Georgiërs, minstens 700.000, streden aan de kant van het Rode Leger. Zo verdedigden 2.500 Georgische soldaten Brest tegen een Duitse aanval. Georgië zelf was een belangrijke producent van munitie.
Bij Tbilisi werden vanaf 1942 verschillende krijgsgevangenenkampen ingericht voor Duitse soldaten van fronten in het Oosten. Begin jaren vijftig werden deze kampen gesloten.
Aan het einde van de oorlog werd één etnische groep in Georgië getroffen door de collectieve deportatie die Stalin enkele volken oplegde: tienduizenden Meschetische Turken moesten in 1944 naar Centraal-Azië vertrekken. De terugkeer van hun nazaten naar Georgië is nog nauwelijks op gang gekomen.

### De naoorlogse jaren: corruptie, nationalisme en onderdrukking

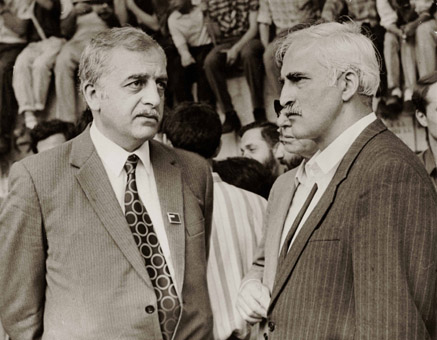
Zviad Gamsachoerdia (links) en Merab Kostava (rechts)

Na de Tweede Wereldoorlog maakte Georgië een versnelde industriële ontwikkeling door. In 1948 werd met hulp van Duitse krijgsgevangenen een complete stad opgebouwd: de stad Roestavi moest arbeiders van een nabijgelegen metallurgische installatie huisvesten.
De destalinisatie die bij het aantreden in 1953 van Secretaris-generaal van de Communistische Partij van de Sovjet-Unie Nikita Chroesjtsjov werd ingezet leidde in Georgië wederom tot protesten in Tbilisi op 9 maart 1956. Duizenden Georgiërs gingen in protest de straat op omdat zij zich gekrenkt voelden in hun nationale trots. Stalin, op wie Chroesjtsjov kritiek had, was immers een Georgiër. Het protest werd door het leger neergeslagen, waarna de officiële lezing van de Communistische Partij was dat de deze door buitenlandse spionnen was geïnitieerd. De bevolking van Georgië was door het hardhandige ingrijpen dermate onder de indruk dat de volgende openlijke protesten pas twintig jaar later zouden plaatsvinden.
De Communistische Partij van Georgië gebruikte de ruimte die door de decentraliseringspolitiek van Chroesjtsjov ontstond om een stevige regionale machtsbasis op te bouwen. Naast de officiële staatseconomie ontstond een particuliere schaduweconomie, die Georgië tot een van de welvarendste Sovjetrepublieken maakte maar die ook het verschijnsel corruptie deed opbloeien. De Sovjet-Unie was niet geheel onbekend met corruptie, maar in Georgië vond dit zo openlijk plaats dat het door de partijleiding in Moskou als problematisch werd ervaren. Zelfs de hoogste ambten bleken verhandelbaar te zijn. Edoeard Sjevardnadze, van 1968 tot 1972 minister van Binnenlandse Zaken van de Georgische Socialistische Sovjetrepubliek, verwierf faam door zijn harde optreden tegen corruptie. Door zijn toedoen moest Vasili Mzjavanadze, eerste secretaris van de Communistische Partij en levend symbool van corruptie, in 1972 aftreden. Sjevardnadze volgde hem op en ontsloeg nog honderden corrupte functionarissen.
In de jaren zeventig beleefde het Georgische nationalisme een opleving. Rond Zviad Gamsachoerdia en Merab Kostava ontstond een kleine maar invloedrijke nationalistische oppositie, die streed tegen de russificatie van Georgië en die streefde naar bescherming en behoud van de Georgische culturele identiteit. Toen in de grondwet zou worden opgenomen dat het Russisch in Georgië voortaan de ambtstaal zou zijn leidde dat in 1978 tot protesten, de eerste grootschalige sinds de opstand in 1956, onder studenten en medewerkers aan de Universiteit van Tbilisi. Zestien studenten werden van de universiteit verwijderd, maar de grondwetswijziging werd niet doorgevoerd.
Eind 1977 deden 130 Abchazische intellectuelen een herhaalde poging tot afscheiding van Georgië. Zij waren van mening dat Abchazen te weinig economische, linguïstische, politieke en culturele rechten hadden en vroegen in de "Brief van 130" om een promotie van de Abchazische ASSR naar een unierepubliek (SSR) en anders een transfer naar de Russische SFSR. De briefschrijvers werden uit hun functie gezet, en tegelijkertijd loste Sjevardnadze de crisis op door de Abchazen meer burgerrechten en hen nog meer gewicht te geven in de verdeling van hogere bestuursposten.
Van 1980 tot 1984 maakte Georgië als gevolg van Sjevardnadzes landbouwpolitiek een economische crisis door. Hij verordonneerde dat boeren niet meer dan één koe in eigen bezit mochten hebben en dat zij hun producten niet meer vrij op de markt mochten aanbieden. De volledige landbouwproductie moest voortaan bij kolchozen worden afgeleverd. Dit besluit leidde tot een dermate tekort aan levensmiddelen dat een systeem van distributie via distributiebonnen moest worden ingevoerd.
Sjevardnadze trad met harde hand op tegen de steeds weer oplevende oppositie. Zo liet hij begin jaren tachtig de kritische journaliste Nazi Sjamanaoeri opnemen in een psychiatrische kliniek, waar zij in 1983 overleed. In november 1983 mislukte een poging van negen jongeren om te vluchten door een vliegtuig te kapen. Zij kaapten Aeroflot-vlucht 6833 van Tbilisi naar Leningrad met de bedoeling de vlucht in Turkije tot landen te dwingen. Het cockpitpersoneel verzette zich gewapenderhand en het vliegtuig landde in Tbilisi. In augustus 1984 werden de kapers met Sjevardnadzes instemming ter dood veroordeeld en geëxecuteerd, ondanks de voor gratie pleitende petities die op particulier initiatief waren ingediend.

### Naar de onafhankelijkheid
In 1985 werd Sjevardnadze benoemd tot minister van Buitenlandse Zaken van de Sovjet-Unie. In Georgië werd hij opgevolgd door Dzjoember Patiasjvili. Onder zijn conservatieve leiding kwijnden verschillende van Sjevardnadzes initiatieven weg. Patiasjvili stelde daar geen eigen beleid voor in de plaats. Hij verwijderde een aantal van Sjevardnadzes naaste medewerkers en negeerde de oppositie, die zich in reactie ondergronds organiseerde. Aan het einde van de jaren tachtig kwam het tot hongerstakingen en tot verschillende gewelddadige protesten. Bovendien klonken in Abchazië wederom stemmen die opriepen tot afscheiding. Patiasjvili had daar geen oren naar. De Georgische oppositie verzette zich tegen zowel de Georgische regering als tegen de afscheiding van Abchazië, en streefde naar een van de Sovjet-Unie onafhankelijke Republiek Georgië. Op 9 april 1989 sloeg het leger een protestmanifestatie in Tbilisi neer, onder meer met gebruikmaking van traangas. Het resultaat was dat nationalisme en anti-Sovjetgevoelens des te sterker werden, ook in de Opperste Sovjet van Georgië. Op 19 november 1989 besloot de Opperste Sovjet dat het land, het water, de bodemschatten en de productiemiddelen voortaan eigendom waren van de Georgische Republiek. De Opperste Sovjet erkende een recht op afscheiding van de Sovjet-Unie en veroordeelde de annexatie van 1921. Op 9 maart 1990 eiste de Georgische Opperste Sovjet onderhandelingen over een onafhankelijke Georgische regering.
Op 28 oktober 1990 werden er verkiezingen gehouden voor de Hoge Raad, de voormalige Opperste Sovjet. Winnende partij was de alliantie Ronde Tafel — Vrij Georgië onder leiding van Zviad Gamsachoerdia. Hij werd voorzitter van de Hoge Raad. Hij streefde naar de onafhankelijkheid van de Sovjet-Unie en een democratische regeringsvorm, maar hij had ook nationalistische eisen zoals scherpe immigratieregels en strenge eisen voor het Georgisch staatsburgerschap. Gamsachoerdia was met zijn etnisch-nationalisme tevens aanjager van spanningen met de Osseten en Abchazen. In aanloop naar de verkiezingen van oktober 1990 verklaarden de Osseten verklaarden eigen Sovjetrepubliek waarna Gamsachoerdia de autonomie van de Osseten afschafte. Dit leidde vervolgens in januari 1991 tot een 18 maanden durende burgeroorlog.
Na een referendum op 31 maart 1991, waarbij 98,9% van de kiezers vóór stemde, verklaarde Georgië zich op 9 april 1991 onafhankelijk. De eerste verkiezingen van de onafhankelijke republiek werden geagendeerd voor de maand mei van dat jaar. Gamsachoerdia eiste dat de Sovjet militaire bases in Georgië ontmanteld zouden worden en onderstreepte de onafhankelijkheid door te weigeren toe te treden tot het Gemenebest van Onafhankelijke Staten, een los verband van voormalige Sovjetrepublieken dat bij het uiteenvallen van de Sovjet-Unie in december 1991 ontstond.

## De Republiek Georgië: vanaf 1991
Het begin van de onafhankelijkheid van Georgië bracht politieke instabiliteit, een staatsgreep, burgeroorlogen met etnische zuiveringen, economische malaise, corruptie en misdaad. Twaalf jaar na het uitroepen van de onafhankelijkheid leidde dit tot een revolutie, waarmee Georgië zich politiek en bestuurlijk ontworstelde aan haar Sovjetverleden.

### Van Gamsachoerdia naar Sjevardnadze
Gamsachoerdia werd in het voorjaar van 1991 gedwongen de bestaande autonomie van Adzjarië te waarborgen. Vlak voor de verkiezingen in april 1991 voor het Adzjaarse parlement werden geruchten verspreid dat het Georgische parlement de autonomie had afgeschaft, wat leidde tot grote protesten in Batoemi en Koboeleti. Tijdens een campagnebezoek in Adzjarië moest Gamsachoerdia zijn positie ten aanzien van de autonomie herzien en behield Adzjarië de autonome status. Onder leiding van Aslan Abasjidze onttrok de autonome republiek zich tot 2004 feitelijk aan het Georgisch centraal gezag.
Op 26 mei 1991 werd Gamsachoerdia met 86% van de stemmen gekozen tot de eerste president van de onafhankelijke Republiek Georgië. Hij voerde een autoritair regime, waarbij hij oppositieleden gevangen liet zetten. De politieke spanningen liepen op toen de oppositie zich verenigde in een anti-Gamsachoerdiacoalitie en er paramilitaire verzetsgroepen ontstonden. Onder leiding van Tengiz Kitovani, Dzjaba Ioseliani (leider van de mchedrioni) en voormalig premier Tengiz Sigoea belegerden paramilitaire groepen en een deel van de Georgische Nationale Garde op 22 december 1991 het parlementsgebouw. De staatsgreep eindigde na twee weken met de vlucht van Gamsachoerdia met tachtig aanhangers naar Armenië, waarvandaan hij naar Tsjetsjenië uitweek. Op 6 januari kwam aan de gevechten een einde. Tijdens de staatsgreep werd een Militaire Raad gevormd met Kitovani en Ioseliani als voorzitters, waarmee het parlement buitenspel werd gezet.
Op verzoek van Kitovani, Ioseliani en Sigoea keerde Edoeard Sjevardnadze terug naar zijn land, en werd hij in maart 1992 feestelijk onthaald als redder in nood. Meteen na zijn aankomst ontbond de Militaire Raad zichzelf op 10 maart 1992 en werd ter overbrugging naar verkiezingen een nieuw 60 leden tellende Staatsraad gevormd, waar Sjevardnadze voorzitter van werd. Deze eerste stappen naar democratische normalisering met de toezegging van nieuwe verkiezingen, onder leiding van de internationaal gerespecteerde voormalige buitenlandminister van de Sovjet-Unie, verbrak het internationale isolement van Georgië. 
De Europese Unie erkende de onafhankelijkheid van de Republiek Georgië op 23 maart 1992, een dag later werd Georgië lid van de OVSE. Nederland en Georgië vingen hun diplomatieke betrekkingen aan op 23 maart 1992 en op 31 juli 1992 werd Georgië het 179e lid van de Verenigde Naties als laatste van de voormalige Sovjetstaten. Ondertussen verklaarde Zuid-Ossetië zich in mei 1992 officieel onafhankelijk, dat niet werd erkend door Georgië, noch de rest van de internationale gemeenschap. In juli 1992 werd een vredesakkoord in het conflict met de Osseten bereikt door bemiddeling van Rusland en kwam er een door Rusland geleide vredesmacht in Zuid-Ossetië waar ook Georgië aan deelnam. Een maand later escaleerde het separatistische conflict met de Abchazen en brak de burgeroorlog in Abchazië uit.

### De Republiek Georgië onder Sjevardnadze

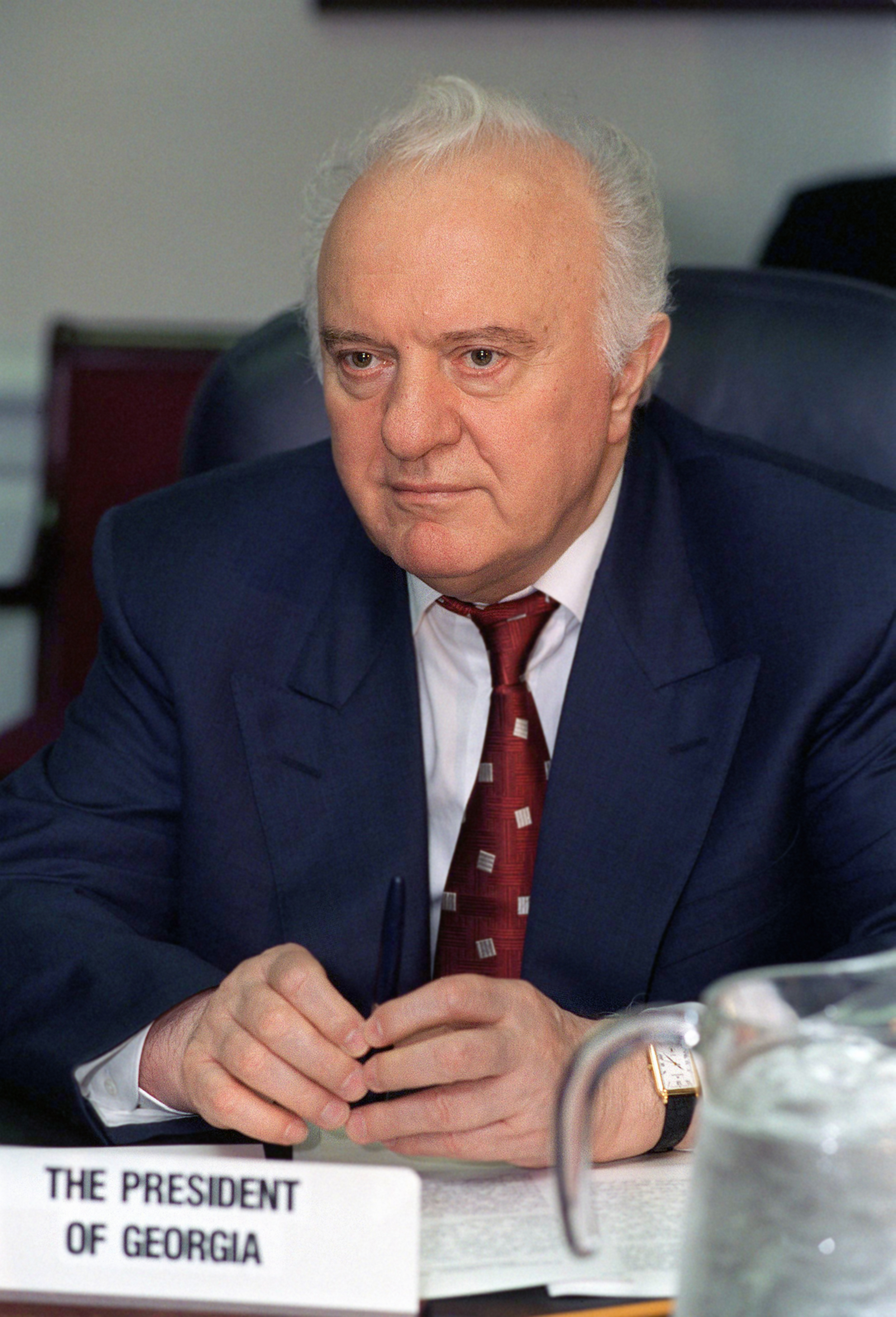
Edoeard Sjevardnadze

Het Georgische presidentschap werd in augustus 1992 tijdelijk afgeschaft ten gunste van een direct gekozen parlementsvoorzitter, een uitdrukkelijke voorwaarde van Sjevardnadze die de rol van staatshoofd en parlementsvoorzitter wilde combineren. Hij was de enige kandidaat voor deze post en werd met 96% van de stemmen gekozen tijdens de parlementsverkiezingen van 11 oktober 1992. Hij werd vervolgens door het parlement tot staatshoofd benoemd. Grote delen van Abchazië en Zuid-Ossetië boycotten de verkiezingen omdat zij zich geen deel meer beschouwden van de Georgische staat. Door de oorlog in Abchazië verslechterde de verstandhouding tussen Georgië en Rusland. De energievoorziening naar Georgië werd door Rusland onderbroken, wat leidde tot een economische terugval. In een poging zijn gezag te herstellen ontsloeg Sjevardnadze in mei 1993 Kitovani en Ioseliani. 
Op 27 juli 1993 werd een staakt-het-vuren in het Abchazische conflict overeengekomen, waarna de Georgische troepen zich volgens afspraak terugtrokken. In Georgië zag men dit als een nederlaag en het parlement stemde niet in met een vredesakkoord. Sjevardnadze zette door, waardoor zijn populariteit verder afnam. Abchazische troepen begonnen halverwege september 1993 een offensief tegen de Abchazische hoofdstad Soechoemi, die in meerderheid door Georgiërs bewoondwerd, nadat het Georgische leger alle zware uitrusting en het grootste deel van hun troepen had verwijderd. Op 27 september 1993 viel de stad in handen van de Abchazen, met grootschalige etnische zuiveringen en een massa-exodus van de Georgische bevolking van Abchazië tot gevolg. Op 1 december 1993 tekenden Georgië en Abchazië een memorandum dat onder meer voorzag in een onmiddellijk staakt-het-vuren, de stationering van internationale waarnemers in Abchazië en de terugkeer van alle 200.000 vluchtelingen die tijdens de gevechten de regio ontvlucht waren. Er kwam een door Rusland geleide vredesmissie kwam, alsmede een VN-waarnemersmissie (UNOMIG).
Terwijl de Georgische autoriteiten in september 1993 zich moesten verweren tegen het Abchazische offensief in Soechoemi, keerde Gamsachoerdia terug naar Georgië. Hij leidde vanuit Mingrelië een opstand tegen de regering, waarop Sjevardnadze om Russische assistentie vroeg. Deze hulp bestond uit troepen om de vitale spoorweginfrastructuur in het westen van het land weer onder controle te krijgen. In ruil hiervoor maakte Sjevardnadze Georgië lid van het Gemenebest van Onafhankelijke Staten, iets dat niet goed viel. Het parlement en de bevolking meenden namelijk dat het land daardoor verder in Russische handen werd gedreven. Gamsachoerdia stierf enkele maanden na deze laatste oprisping op 31 december 1993 onder niet opgehelderde omstandigheden. Het in 1992 gekozen parlement was sterk versplinterd, wat de politieke slagkracht van Sjevardnadze beperkte. In 1993 richtte hij daarom samen met een aantal progressieve en hervormingsgezinde partijen, zoals de Groene Partij van Georgië, een eigen partij op, de Burgerunie van Georgië. 
In 1995 verleende Sjevardnadze toestemming aan Rusland voor het gebruik van drie militaire bases op Georgisch grondgebied voor de duur van twintig jaar. Op 29 augustus 1995 overleefde Sjevardnadze een aanslag gepleegd op zijn regeringslimousine. In reactie daarop ontsloeg hij zijn minister van nationale veiligheid en liet hij enkele aanhangers van Gamsachoerdia arresteren. In november 1995 werd het presidentschap weer ingevoerd, door de inwerkingtreding van een nieuwe grondwet in augustus 1995. Sjevardnadze werd met 74% van de stemmen tot president gekozen. Tegelijkertijd werd de parlementsverkiezing gehouden, die door zijn Burgerunie overtuigend gewonnen werd. Een generatie jonge hervormers trad hiermee toe tot het parlement. Sjevardnadze benoemde persoonlijke vrienden uit zijn voormalige communistische nomenklatoera op politiek belangrijke functies wat weliswaar zijn invloed op het land vergrootte, maar tegelijkertijd wrevel wekte in zowel zijn eigen partij als onder de bevolking. De hervormingsgezinden zagen hun inspanningen geblokkeerd, wat op den duur leidde tot botsingen. 
Op het buitenlandse vlak zocht Sjevardnadze aansluiting bij de Verenigde Staten en Europa. Hij verklaarde Georgië lid te willen maken van de Europese Unie en de NAVO. In 1997 werd met de 'wet op de algemene rechtbanken' een mijlpaal gezet, waarmee een drie-laags rechtbanksysteem en een Hoge Raad geïntroduceerd werden. Deze hervormingen werden gedreven door Micheil Saakasjvili, de toenmalige voorzitter van de parlementaire commissie Juridische Zaken. De ambitieuze hervormingen strandden deels door een politieke cultuur waarin straffeloosheid en illegaliteit werden vergoelijkt: onder Sjevardnadze werd 60% van de veroordelingen niet uitgevoerd. De laatste doodstraf werd in 1995 voltrokken en in november 1997 werd deze geheel afgeschaft door het parlement na jarenlange lobby vanuit het maatschappelijk middenveld. De regering-Sjevardnadze kreeg echter ook kritiek van mensenrechtenorganisaties zoals Amnesty International en het Helsinki Comité voor Mensenrechten die kritische rapporten publiceerden. Hoewel de doodstraf was afgeschaft kwamen mishandeling en foltering van onder andere politieke oppositie nog voor.
Op 9 februari 1998 werd opnieuw een aanslag gepleegd op Sjevardnadze. De voormalig minister van Financiën Goeram Absandze, die onder  Gamsachoerdia diende, werd in Rusland gearresteerd en aan Georgië uitgeleverd op verdenking van financiering van de aanslag. Hij en twaalf anderen werden hiervoor in 2001 veroordeeld tot lange gevangenisstraffen. Sjevardnadze dwong in april 1998 zijn defensieminister ontslag te nemen nadat hij de nationale veiligheid had gecompromitteerd, waarna uiteindelijk vrijwel het hele kabinet in juli 1998 werd ontslagen. In deze periode braken gevechten uit in Abchazië in het door etnisch Georgiërs bewoonde district Gali. Onderhandelingen tussen Sjevardnadze en Abchazië mislukten. In april 1999 werd Georgië het 41e lid van de Raad van Europa.
De campagnes in de aanloop naar de parlementsverkiezingen van oktober 1999 gingen gepaard met incidenten van intimidatie en geweld. Waarnemers van de OVSE hadden kritiek op het verloop van de verkiezingen, met name de voorafgaande periode en de stembusgang in de autonome republiek Adzjarië, maar keurden de uitslagen toch goed. De verkiezingen werden gewonnen door Sjevardnadze's Burgerunie (42% van de stemmen) en het oppositieblok Wedergeboorte onder leiding van de Adzjaarse leider Aslan Abasjidze (26%). Door het gemengde kiesstelsel met districten kreeg de Burgerunie met 132 zetels een meerderheid in het 235-koppige parlement.
Kort daarna, in april 2000, won Sjevardnadze de presidentsverkiezingen met bijna 80% van de stemmen. De verkiezing werd gezien als een farce, onder andere doordat de partij van Sjevardnadze institutionele controle had over de verkiezing en er voornamelijk zwakke tegenkandidaten meededen. De enige serieuze tegenkandidaat was Dzjoember Patiasjvili, gelieerd aan de Adzjaarse leider Abasjidze, nadat Abasjidze zelf uit de race stapte. Na de verkiezing nam Sjevardnadze een wet aan die de Adzjaarse autonomie verder specificeerde in wat wordt gezien als dank aan Abasjidze. De Georgische professor en politiek analist Ghia Nodia stelde dat de verkiezing "waarschijnlijk de slechtste in de Georgische verkiezingsgeschiedenis" was. Het leidde de val van Sjevardnadze in, die conflicten kreeg met de hervormingsgezinden in zijn nieuwe kabinet.

### Radicale hervormingen onder Saakasjvili

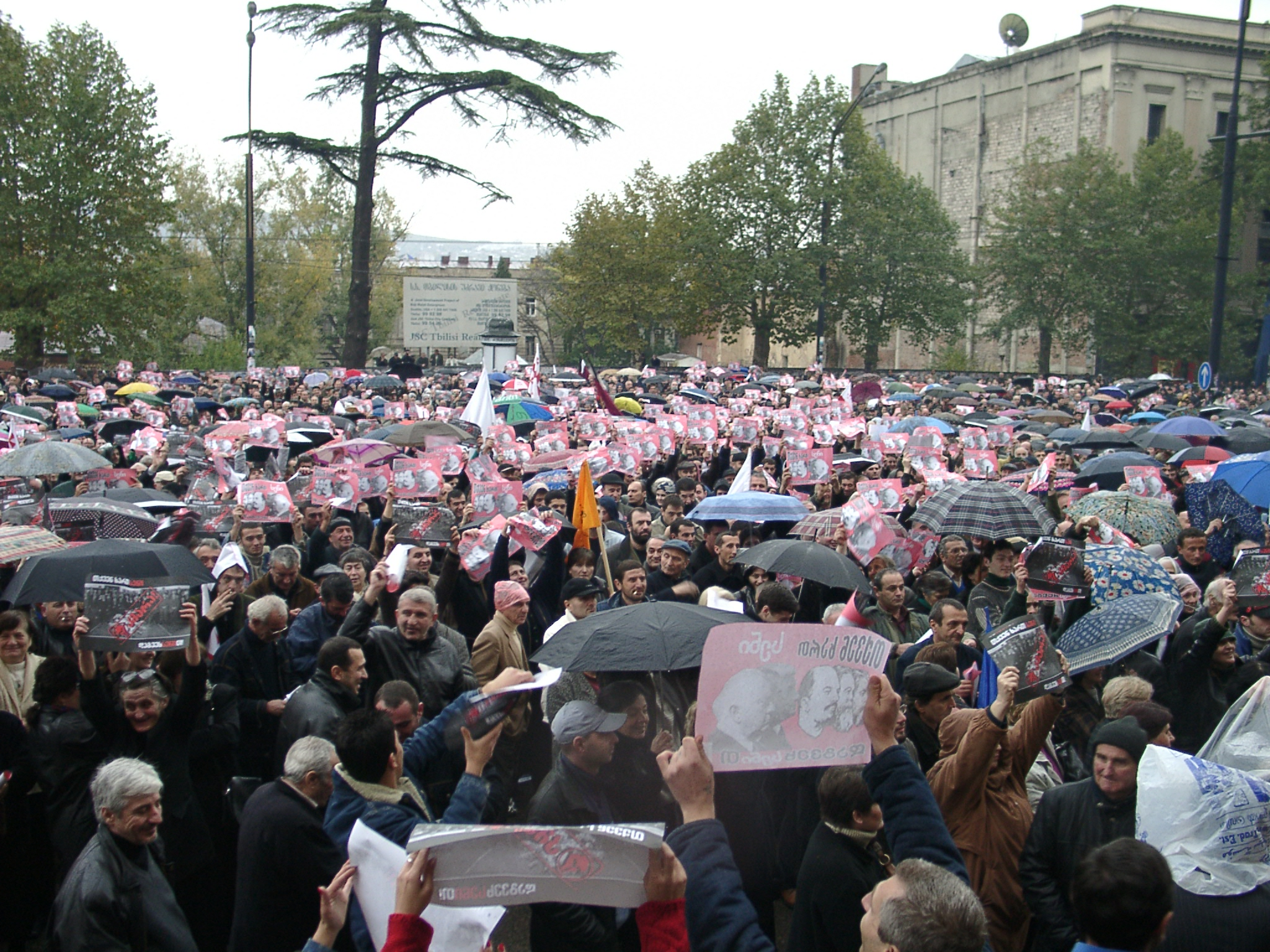
Rozenrevolutie: betogers in Tbilisi, november 2003

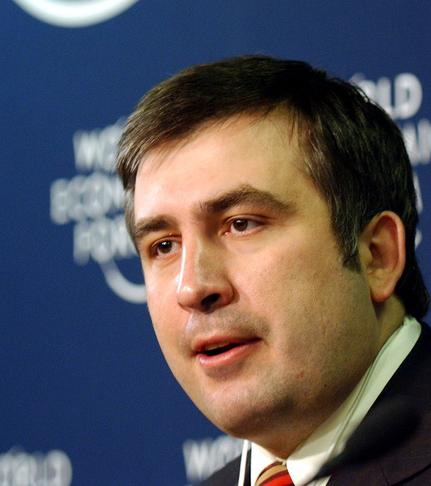
Micheil Saakasjvili

Drijver achter de rechtstatelijke hervormingen Micheil Saakasjvili werd minister van Justitie in het nieuwe kabinet van Sjevardnadze, maar in september 2001 nam hij ontslag uit onvrede met het gebrek aan slagvaardigheid van Sjevardnadze in de aanpak van corruptie. Meerdere kabinetsleden waren kort daarvoor al uit onmin opgestapt. De fractie van Sjevardnadze's Burgerunie viel uit elkaar waardoor hij zijn parlementaire steun verloor. In oktober 2001 werd Saakasjvili als parlementslid gekozen tijdens een tussentijdse verkiezing in een district van Tbilisi en begon hij oppositiepartij Verenigde Nationale Beweging. In diezelfde maand braken protesten uit naar aanleiding van een inval van de autoriteiten bij het kritische tv-station Rustavi 2. Duizenden betogers eisten het vertrek van Sjevardnadze, aangemoedigd door Saakasjvili, terwijl het parlement de president dwong zijn kabinet te ontslaan.
Bij de parlementsverkiezingen van 2003 constateerden internationale waarnemers wederom veel onregelmatigheden. Hoewel volgens de officiële uitslag de alliantie 'Voor een Nieuw Georgië' rond de Burgerunie van Sjevardnadze had gewonnen, deden exitpolls vermoeden dat de partij van Saakasjvili de werkelijke winnaar was. De parallelle telling door het maatschappelijk middenveld bevestigde dit beeld. Saakasjvili riep op tot een vreedzaam protest om nieuwe verkiezingen af te dwingen, wat culmineerde in de Rozenrevolutie. In het hele land werd gedemonstreerd tegen Sjevardnadze. Op 22 november 2003 bereikten de protesten een hoogtepunt, toen Saakasjvili en andere betogers met rozen in hun hand de inzegening van het nieuwe parlement door Sjevardnadze onderbraken. Sjevardnadze riep de noodtoestand uit en vroeg hulp van het leger, die dat echter weigerde. Na overleg met oppositieleiders Zoerab Zjvania en Saakasjvili en de Russische buitenlandminister Ivanov legde Sjevardnadze zijn functie neer. Parlementsvoorzitter Nino Boerdzjanadze werd aangesteld als waarnemend president, een regel in de grondwet, en het parlement werd ontbonden. Saakasjvili werd in januari 2004 overtuigend gekozen tot de nieuwe president van Georgië. Twee maanden later volgden nieuwe parlementsverkiezingen die gewonnen werden door de partij van Saakasjvili, de Verenigde Nationale Beweging. Een van de eerste besluiten van het parlement was een andere vlag en een ander nationaal wapen. Gekozen werd voor symbolen die gebaseerd waren op die uit het middeleeuwse Georgisch koninkrijk van de Bagrationi.
Saakasjvili zocht voor belangrijke posten zijn ministers onder in het buitenland verblijvende Georgiërs. Corruptie ging hij voortvarend te lijf en hij privatiseerde verschillende overheidsbedrijven. In Adzjarië verdreef Saakasjvili de corrupte leider Abasjidze, waarna de Georgische overheid weer zeggenschap kreeg over dat gebied. Rond Abchazië en Zuid-Ossetië, waar Russische vredestroepen gestationeerd waren, bleef de situatie gespannen. Het kwam regelmatig tot kortstondige gewapende conflicten. Toetreding tot de NAVO en de Europese Unie was een belangrijk doel van het buitenlandse beleid van Saakasjvili. Naar Europese maatstaven was Georgië nog steeds een arm land dat een grote achterstand in te halen had. De Bakoe-Tbilisi-Ceyhan-pijpleiding, die in 2005 gereedkwam, was een belangrijke economische impuls. Door de zijderoute nieuw leven in te blazen hoopte Georgië een sterkere positie te krijgen als corridor tussen Azië en Europa.
De hervormingsdrift van de regering Saakasjvili werd internationaal bewonderd maar binnenlands nam de maatschappelijke onrust met de jaren toe. In het najaar van 2007 braken grote demonstraties tegen de regering uit, die na enige tijd hardhandig werden beëindigd, wat hem internationale reputatieschade bezorgde. Om aan de oppositie tegemoet te komen kondigde hij vervroegde presidentsverkiezingen af voor een nieuw mandaat. Op 6 januari 2008 won Saakasjvili deze verkiezingen met 52,8 procent van de stemmen. De open deur uitnodiging van de NAVO aan Georgië en de door de Verenigde Staten geleide erkenning van Kosovo leidde tot escalatie van Rusland rond Abchazië en Zuid-Ossetië, wat in augustus 2008 culmineerde in de Russisch-Georgische Oorlog om Zuid-Ossetië. Russische troepen trokken niet alleen deze gebieden in, maar ook andere delen van Georgië. Toenmalig EU-voorzitter Sarkozy bemiddelde binnen een aantal dagen een staakt-het-vuren tussen Georgië en Rusland. Het gevolg van de oorlog was Russische bezetting van Abchazië en Zuid-Ossetië en het uit zicht raken van het geambieerde lidmaatschap van de NAVO en Europese Unie. De schade aan de infrastructuur en het grote aantal nieuwe ontheemden brachten de regering in financiële problemen, wat samenviel met de wereldwijde kredietcrisis. Dit alles leidde tot politieke spanningen en een roep om het aftreden van Saakasjvili. 
Op 11 december 2011 werd door zakenman en multimiljardair Bidzina Ivanisjvili, die in 2003 had deelgenomen aan de Rozenrevolutie, de partij Georgische Droom opgericht en verenigde de oppositie tegen Saakasjvili. Daarmee daagde Ivanisjvili de Verenigde Nationale Beweging uit bij de parlementsverkiezingen van 1 oktober 2012. Gelekte filmpjes van marteling van gevangenen speelden een beslissende rol in de campagne, waarin de machtsvraag centraal in stond. De verkiezing was de eerste stap in de overgang van een presidentieel- naar een semi-parlementair systeem. De oppositie-alliantie van Georgische Droom won de verkiezingen en kon een regering vormen. Het markeerde de eerste via de stembus afgedwongen democratische machtswisseling in het onafhankelijke Georgië. Een moeizaam jaar van 'cohabitation' volgde, waarin Saakasjvili zijn niet-herkiesbare termijn uitdiende. Het presidentschap werd in 2013 in een ronde gewonnen door Giorgi Margvelasjvili, die gesteund werd door Georgische Droom. Saakasjvili verhuisde meteen naar het buitenland, aangezien Ivanisjvili en andere leiders van Georgische Droom vervolging hadden aangekondigd.
Een van de belangrijkste verdiensten van Saakasjvili was het sterk verlagen van de corruptie. In 2003 stond Georgië nog op plaats 124 (van 133) in de Corruptieperceptie Index van Transparency International, in 2012 stond op plaats 52 (van 176), waarmee het al beter scoorde dan verschillende EU-lidstaten. Daarnaast kreeg het land dankzij het stevige hervormingsbeleid zicht op verdere EU-integratie, zoals het associatie- en vrijhandelsverdrag en visumvrij reizen. De bestendiging van de democratische ontwikkelingen waren nog wel voorwaarde voor deze stappen en de vreedzame machtswisseling in 2012 en 2013 droegen hiertoe bij.

### Georgische Droom en Europese toenadering
Met de completering van de machtsoverdracht in 2013 en de transitie naar een parlementaire republiek nam Georgische Droom-leider Ivanisjvili een stap terug en droeg zijn premierschap over aan Irakli Garibasjvili, een vertrouweling van Ivanisjvili. Georgië tekende in juni 2014 het associatie- en vrijhandelsverdrag met de EU, ondanks de vervolging van politici uit de regeerperiode van Saakasjvili, wat met argusogen vanuit de EU gevolgd werd. In het voorjaar van 2017 kreeg Georgië visumvrij reizen met de EU Schengenzone. Premier Giorgi Kvirikasjvili leidde Georgische Droom naar een verkiezingsoverwinning in 2016. De partij won 48,7 procent van de stemmen, zes procent minder dan in 2012, maar verkreeg door het gemengde kiesstelsel meer dan driekwart van de parlementszetels, een gekwalificeerde meerderheid die nodig is voor grondwetswijzigingen.
De disproportionele verkiezingsuitslag leidde tot de oproep om het kiesstelsel te veranderen, wat het politieke en maatschappelijke discours de daaropvolgende jaren zou overheersen. Een brede constitutionele commissie werd samengesteld om met voorstellen te komen voor onder meer aanpassing van het kiesstelsel. Dit proces ontspoorde snel doordat de oppositie en het maatschappelijk middenveld de regering ervan beschuldigde uit te zijn op machtsconsolidatie. Er werden voorstellen doorgedrukt om de presidentsverkiezing te vervangen door een kiescollege die een president benoemt, werden gecombineerde kieslijsten afgeschaft en zouden in een volledig evenredig systeem alle stemmen onder de kiesdrempel van 5% aan de winnaar toegekend worden. De Commissie van Venetië van de Raad van Europa was ontstemd over het negeren van haar aanbevelingen door Georgische Droom, alsmede het eenzijdig uitstellen van de overgang naar een geheel proportioneel stelsel van 2020 naar 2024.
In juni 2018 trad premier Kvirikasjvili af na onenigheid met partijvoorzitter Ivanisjvili over het economisch beleid. Sommigen zagen in deze en eerdere vergelijkbare situaties patronen van informeel leiderschap van oligarch Ivanisjvili, als werkelijke leider van de regering zonder politieke verantwoording. Salome Zoerabisjvili won de presidentsverkiezing van 2018, waarmee ze de eerste gekozen vrouwelijke president van Georgië werd en tevens ook de laatste gekozen president. Door grondwetswijzigingen werd de macht van de president verder ingeperkt en werd het land een volledige parlementaire republiek.

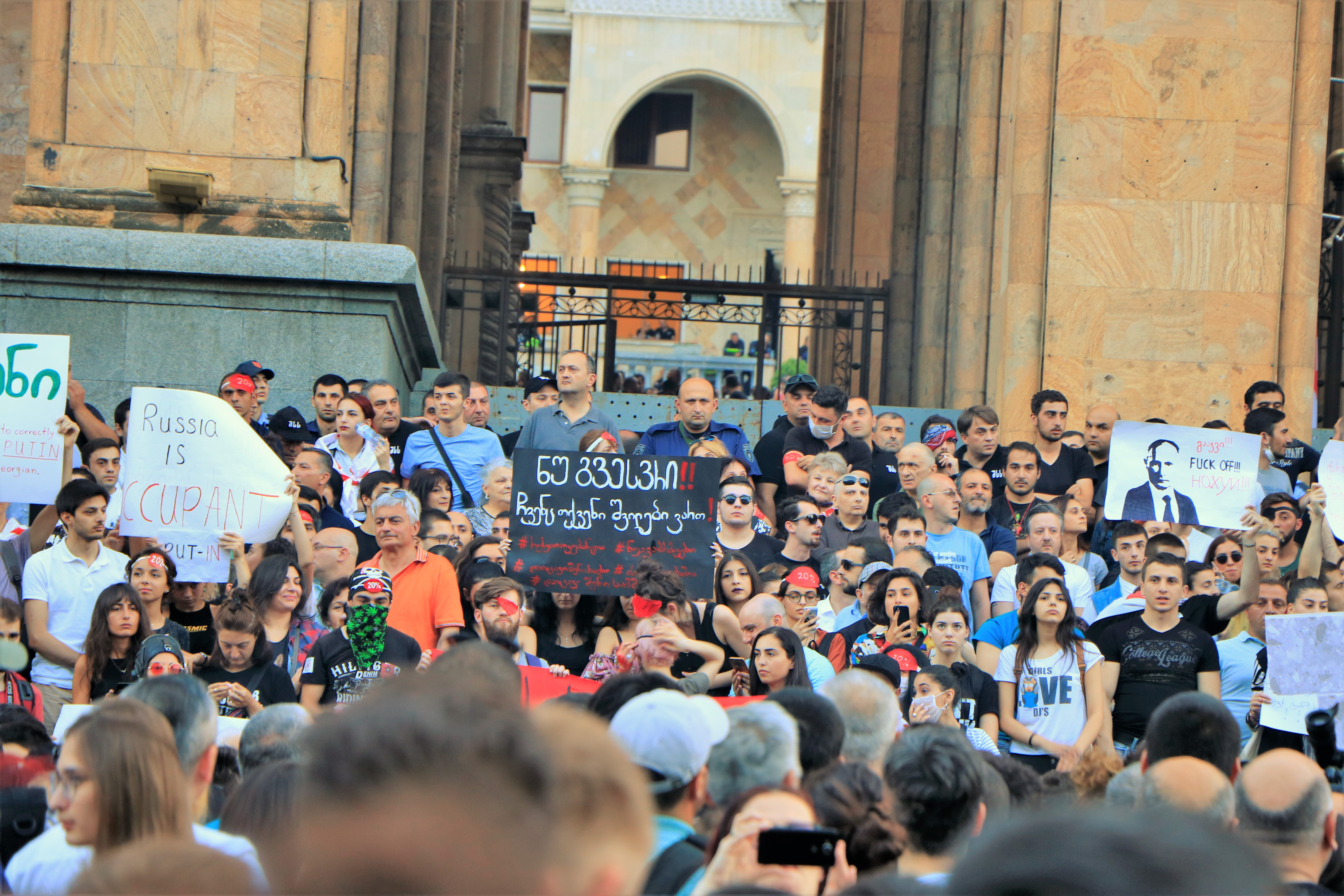
Anti-Russische protesten juni 2019

Op 20 juni 2019 braken grootschalige protesten uit in Tbilisi nadat bezoekend Russisch Doema-lid Sergei Gavrilov in de voorzittersstoel van het Georgische parlement zitting nam. Dit gebeurde tijdens een bijeenkomst van de Interparlementaire Vergadering van Orthodoxe Christenen, waar het Georgische parlement op dat moment gastheer van was. De actie van Gavrilov werd opgevat als een provocatie van de bezettingsmacht. De politie beëindigde de protesten dezelfde nacht met traangas en rubberen kogels, waarbij honderden gewonden vielen en twee jongeren een oog kwijtraakten. Kort daarop introduceerde Rusland een ban op het vliegverkeer tussen beide landen, vanwege "anti-Russische provocaties" van Georgische zijde. Minister van Binnenlandse Zaken, Giorgi Gacharia, verantwoordelijk voor de afloop van de demonstraties, werd in juni 2019 benoemd tot premier.
De anti-regeringsprotesten hielden aan, waarbij vervroegde verkiezingen in een geheel evenredig kiesstelsel werden geëist. In maart 2020, ruim een half jaar voor de regulier geplande verkiezingen, werd door Amerikaanse diplomatieke bemiddeling een compromis tussen de regering en oppositie bereikt. De verkiezingen van oktober 2020 werden eenmalig gehouden met een verlaagde kiesdrempel van 1 procent voor de evenredige vertegenwoordiging en een gereduceerd aantal districtszetels. Ondanks de kritiek op Georgische Droom won de partij met bijna de helft van het aantal stemmen, evenveel als vier jaar eerder, en behield ze door de winst van alle districten een ruime parlementaire meerderheid. De oppositie uitte beschuldigingen van verkiezingsfraude en boycotte het parlement maandenlang, wat tot een grote politieke impasse leidde.

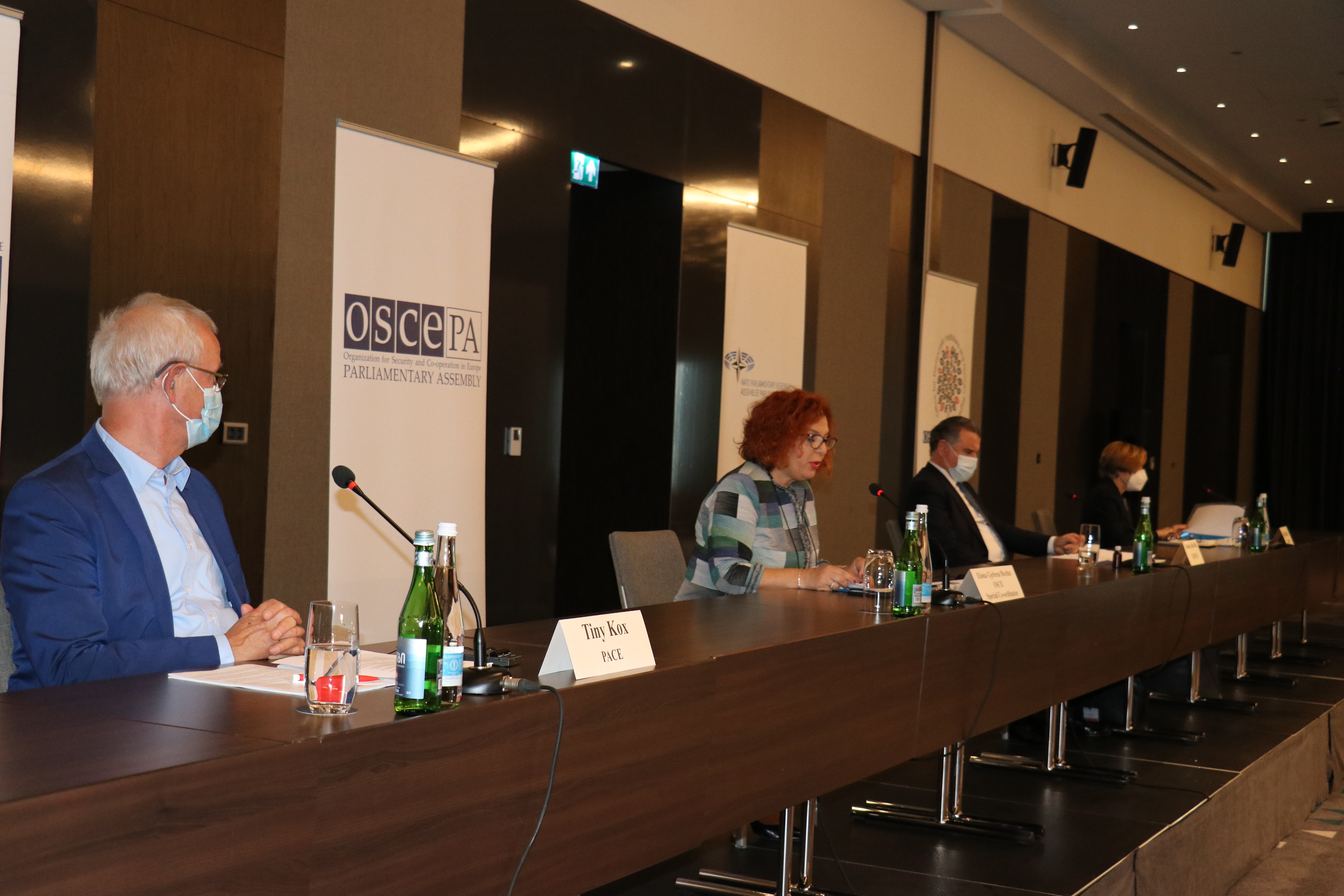
Parlementaire Assemblee Raad van Europa rapporteert verkiezingswaarneming 2020 (links delegatieleider Tiny Kox)

De OVSE verkiezingsmissie stelde dat het vertrouwen in het verkiezingsproces onder druk stond door "het vervagen van de grens tussen de staat en de regerende partij". De waarnemingsmissie bleef echter weg bij het diskwalificeren van de verkiezingen. De Europese Unie en de Amerikaanse diplomatieke missie bemiddelden wederom in de binnenlandse politieke patstelling. Onder leiding van Europees president Charles Michel tekende Georgische Droom in april 2021 een overeenkomst met de oppositie dat ten doel had de macht te delen en rechtstatelijke en democratische hervormingen af te dwingen. De overeenkomst bevatte tevens condities voor eventuele vervroegde verkiezingen, gekoppeld aan de uitslag bij de gemeentelijke verkiezingen van 2021, wat een concessie was richting de oppositie.
Middenin deze crisis nam premier Giorgi Gacharia ontslag, nadat hij voor de opdracht kwam te staan om oppositieleider Nika Melia van de Verenigde Nationale Beweging te arresteren, iets waar hij problemen mee had. Hij werd opgevolgd door Irakli Garibasjvili, die tussen 2013 en 2015 ook al premier was. Garibasjvili stond te boek als een compromisloos leider. In juli 2021 annuleerde Georgische Droom eenzijdig de door de EU bemiddelde overeenkomst en verklaarde Georgische Droom zich niet gebonden aan de prestatieclausule voor de gemeentelijke verkiezingen van oktober 2021. Die verkiezingen werden door Georgische Droom gewonnen, al verloor het in verschillende belangrijke gemeenten de macht. De nieuwe partij Voor Georgië van voormalig premier Gacharia was hierbij als derde winnaar de sleutelpartij.

### EU kandidatuur

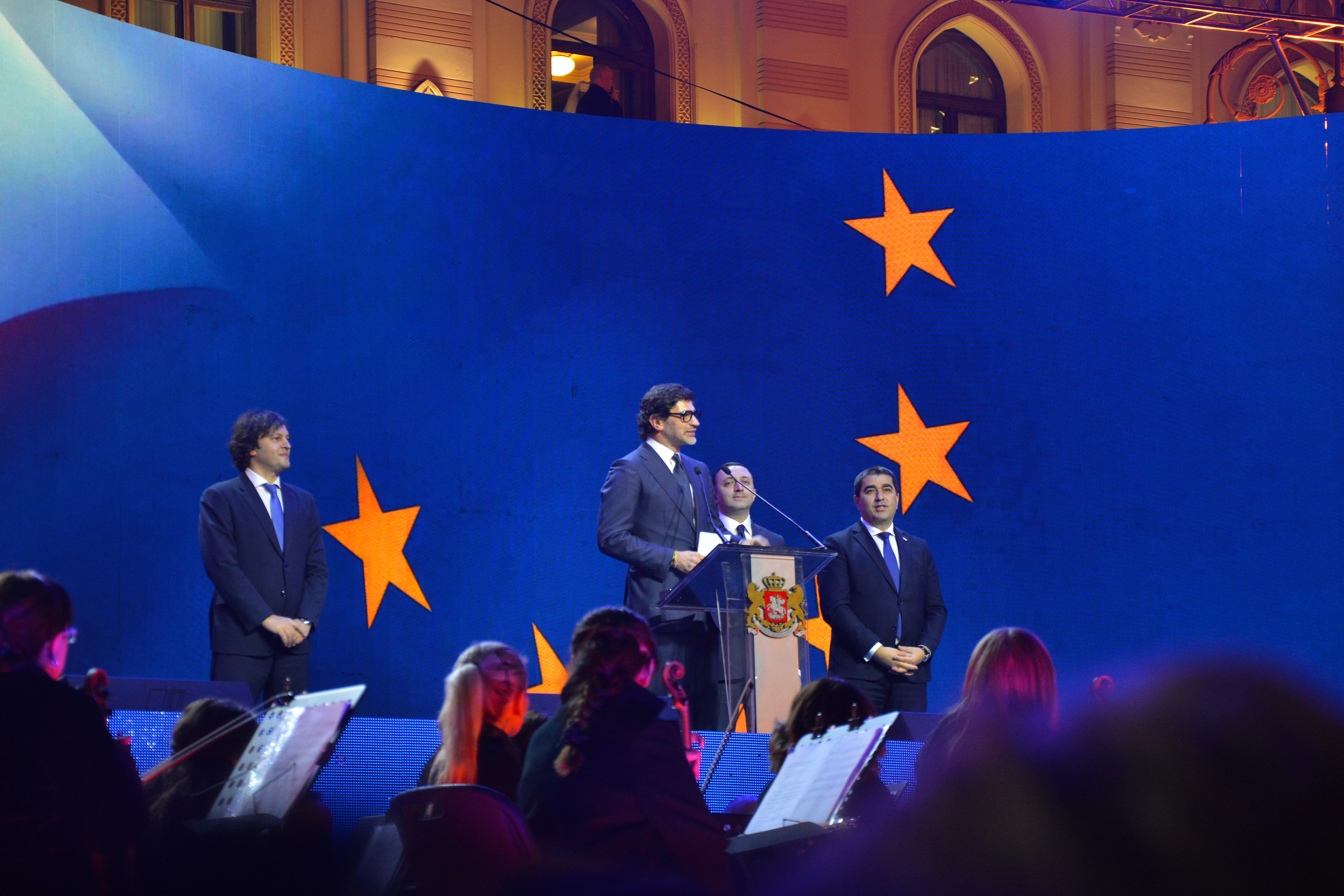
Georgische Droom partijleiders vieren het Georgische EU-kandidaat-lidmaatschap in december 2023.

In maart 2022 deed de Georgische regering schoorvoetend en onder publieke druk een aanvraag voor het lidmaatschap van de Europese Unie, nadat Oekraïne had aangekondigd dit te doen. De Europese Unie gaf Georgië eerst een twaalftal verbeterpunten mee alvorens de kandidaat-status te verlenen. Ondanks dat de Georgische regering verre van aan de voorwaarden had voldaan, werd in december 2023 toch de kandidaat-status voor het EU-lidmaatschap aan Georgië verleend. De openstaande voorwaarden werden gekoppeld aan het openen van de toetredingsgesprekken.
Na het begin van de Russische aanvalsoorlog op Oekraïne in februari 2022 nam het antiwesterse geluid vanuit de regeringspartij Georgische Droom toe. Dit werd in eerste instantie gemaskeerd door de afsplitsing van een aantal parlementsleden die een eigen partij begonnen. Ze stelden dat ze zogenaamde westerse leugens wilden ontmaskeren en geheime instructies uit de EU en de Verenigde Staten wilden openbaren. Volgens sommigen was dit een teken dat Georgische Droom de officieel uitgedragen pro-Europese koers feitelijk steeds meer aan het verlaten was, en dat de splinterfractie als verlengstuk van de regeringspartij opereerde. Ten aanzien van Rusland verliet de Georgische regering het gezamenlijke westerse beleid. Na bijna vier jaar werd in mei 2023 de vliegsanctie door het Kremlin opgeheven, waarna onmiddellijk Georgische en Russische vluchten op Rusland hervat werden, ondanks westerse sancties vanwege de Russische invasie van Oekraïne.

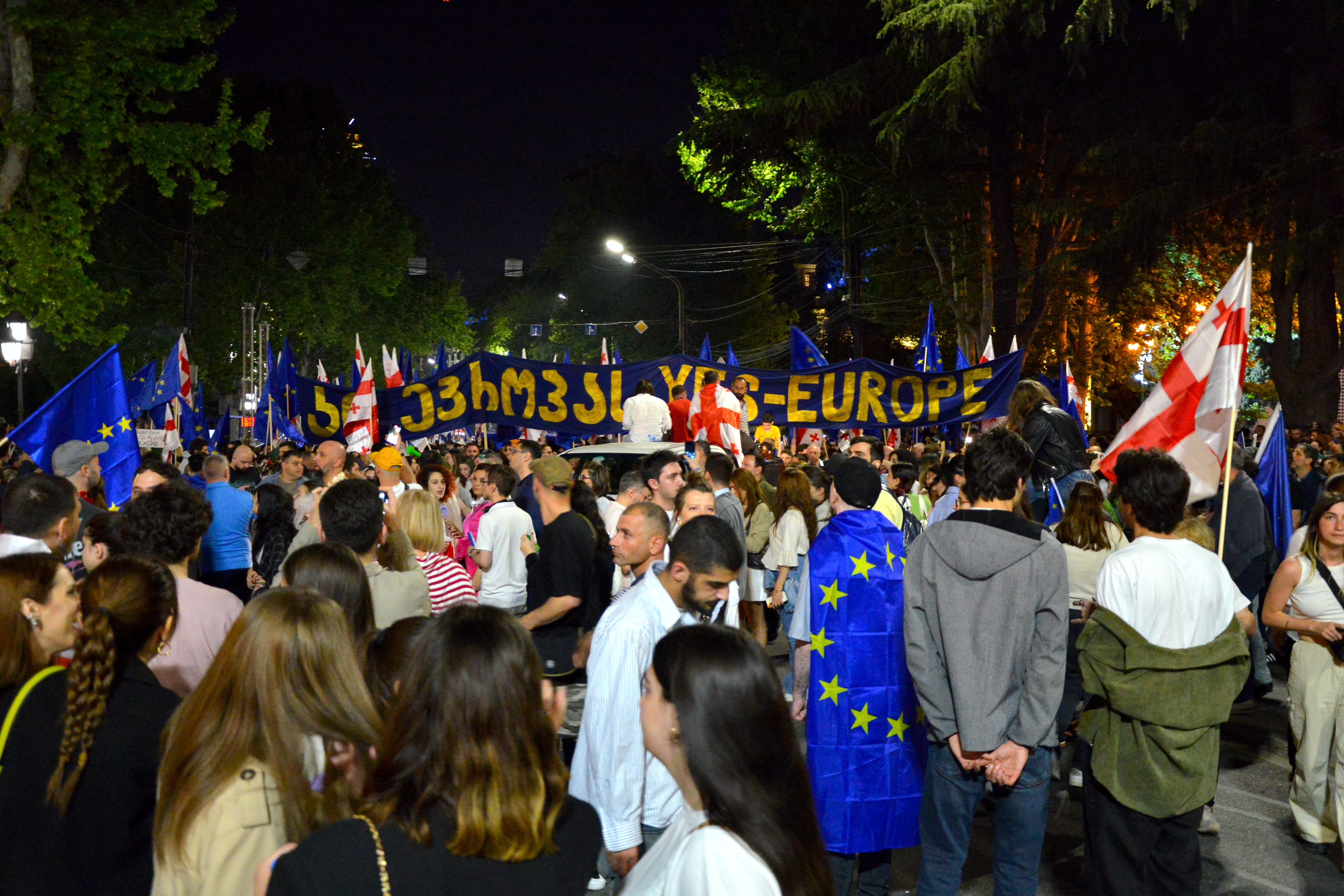
In het voorjaar van 2024 werd er wekenlang gedemonstreerd tegen de "buitenlandse agent" en voor EU-lidmaatschap.

In maart 2023 braken gewelddadige protesten uit in Tbilisi, nadat het parlement instemde met een wet waarmee het mogelijk zou worden om ngo's en onafhankelijke media tot "buitenlandse agent" te bestempelen als hun financiering voor meer dan 20% uit het buitenland afkomstig is, vergelijkbaar met een wet in Rusland. De wet, die al snel de bijnaam "Russische wet" kreeg, werd naar aanleiding van de protesten en internationale druk haastig weggestemd in een tweede stemming. Een jaar later werd de wet alsnog doorgedrukt onder massaal protest in Tbilisi en andere steden zoals Batoemi en Koetaisi. De EU en de VS spraken zich uit tegen het wetsvoorstel, omdat het de democratie en persvrijheid in Georgië zou verstikken. Naar aanleiding van deze wet en een aantal andere ontwikkelingen legde de EU in de zomer van 2024 het Georgische toetredingstraject stil. Ook bevroor de EU 30 miljoen euro aan assistentie voor het Georgische ministerie van Defensie.
In aanloop naar de parlementsverkiezingen van 26 oktober 2024 nam de Georgische Droom ook vergaande anti-lhbti wetgeving aan, die de EU omschreef als tegenstrijdig met het EU-pad van Georgië. Het pakket van wetten getiteld "Over de bescherming van gezinswaarden en minderjarigen" omvat het verbieden van zogeheten lhbti-propaganda, transgender-operaties en aanverwante rechten, adoptie door koppels van hetzelfde geslacht en openbare lhbti-bijeenkomsten. De uitslagen van de parlementsverkiezingen werden binnenlands en internationaal betwist als sterk gemanipuleerd, een politieke crisis uitbrak waarbij de oppositie het parlement boycotte. Op straat werd maandenlang geprotesteerd om nieuwe verkiezingen. In de daaropvolgende maanden zette de Georgische Droom verschillende initiatieven in gang om het politieke stelsel "gezond te maken", te beginnen met een parlementaire onderzoekscommissie naar de activiteiten van de regeringsperiode van de Verenigde Nationale Beweging onder Micheil Saakasjvili. Verschillende oppositieleiders werden gevangengezet voor hun weigering voor deze commissie te verschijnen.

## Voetnoten
Geschiedenis van:
Albanië · Andorra · Azerbeidzjan · België (Vlaanderen, Wallonië) · Bosnië en Herzegovina · Bulgarije · Denemarken · Duitsland · Estland · Faeröer · Finland · Frankrijk (Bretagne, Corsica) · Georgië · Griekenland · Hongarije · Ierland · Italië (Sicilië) · Kosovo · Kroatië · Letland · Liechtenstein · Litouwen · Luxemburg · Malta · Moldavië · Monaco · Montenegro · Nederland · Noord-Macedonië · Noorwegen · Oekraïne · Oostenrijk · Polen · Portugal · Roemenië · Rusland (Tsjetsjenië) · San Marino · Servië · Slovenië · Slowakije · Spanje (Catalonië, Galicië) · Tsjechië · Turkije · Vaticaanstad · Verenigd Koninkrijk (Engeland, Schotland, Wales, Noord-Ierland) · Wit-Rusland · IJsland · Zweden · Zwitserland
Balkan · Britse Eilanden · Kaukasus · Lage Landen · Oost-Europa · Scandinavië
Geschiedenis van:
Afghanistan · 
Armenië · 
Azerbeidzjan · 
Bahrein · 
Bangladesh · 
Bhutan · 
Brunei · 
Cambodja · 
China · 
Filipijnen · 
Georgië · 
India · 
Indonesië · 
Irak · 
Iran · 
Israël · 
Japan · 
Jemen · 
Jordanië · 
Joodse Autonome Oblast · 
Kazachstan · 
Kirgizië · 
Koeweit · 
Korea (Noord-Korea, Zuid-Korea) · 
Laos · 
Libanon · 
Malediven · 
Maleisië · 
Mongolië · 
Myanmar · 
Nepal · 
Oezbekistan · 
Oman · 
Oost-Timor · 
Pakistan · 
Palestina · 
Qatar · 
Rusland ·  
Saoedi-Arabië · 
Siberië · 
Singapore · 
Sri Lanka · 
Syrië · 
Tadzjikistan · 
Taiwan · 
Thailand · 
Tibet · 
Toeva · 
Turkije · 
Turkmenistan · 
Verenigde Arabische Emiraten · 
Vietnam · 
Xinjiang
Midden-Oosten · Centraal-Azië · Zuid-Azië